# Zsilip

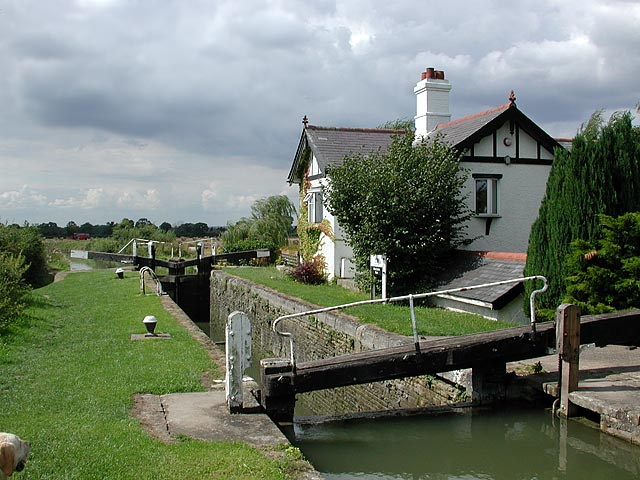
Csatorna zsilip, és a zsilipőr otthona a Grand Union Canalon Marsworth-nál; Hertfordshire, Anglia.

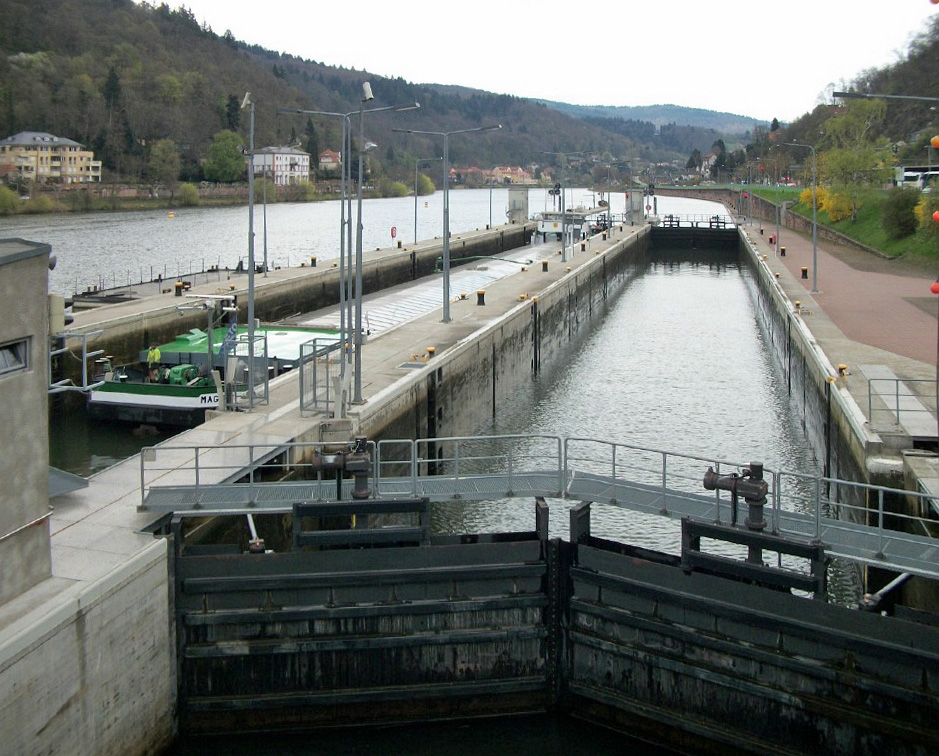
Zsilip a Neckar folyón; Heidelberg, Németország

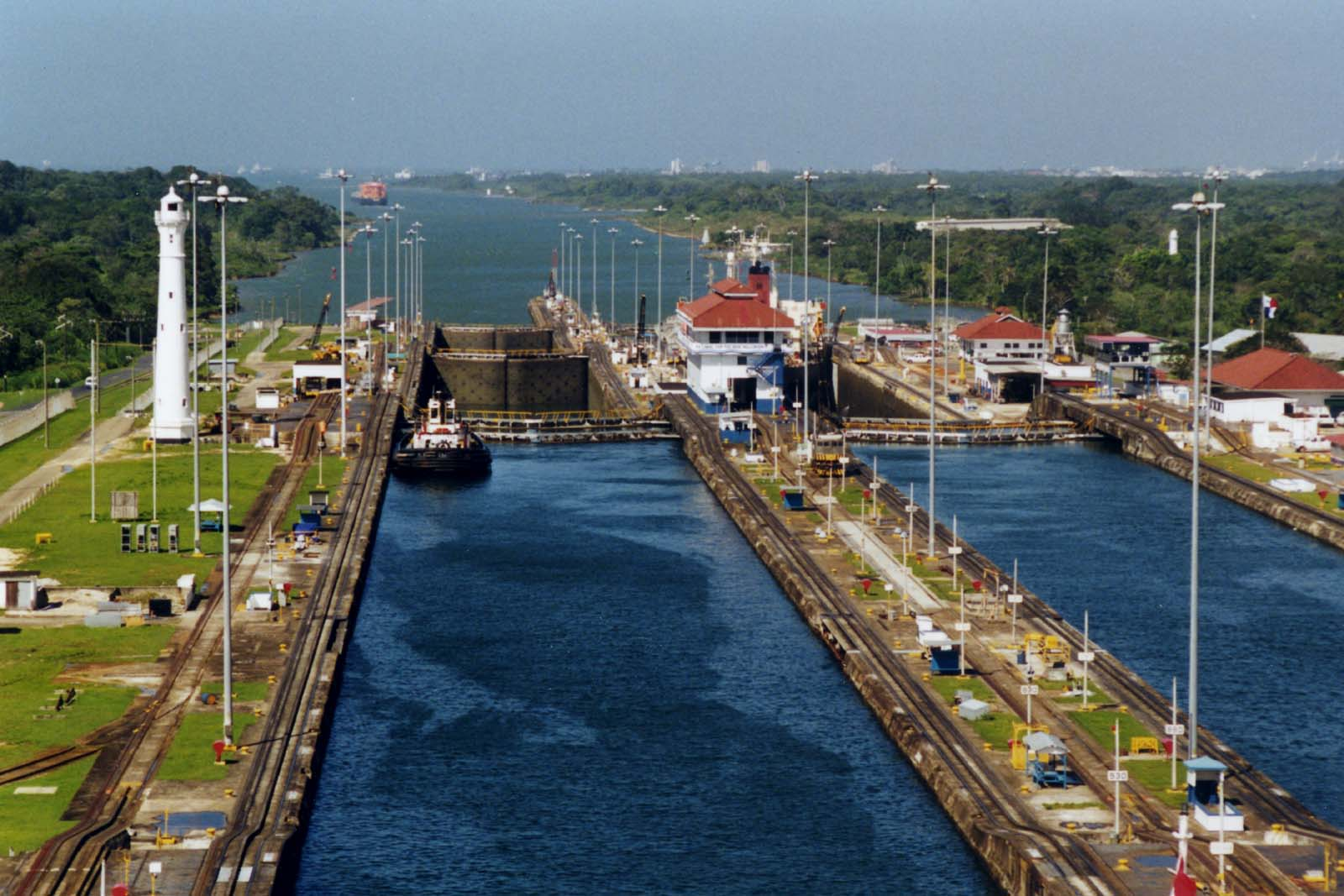
Gatún zsilip a Panama-csatornán

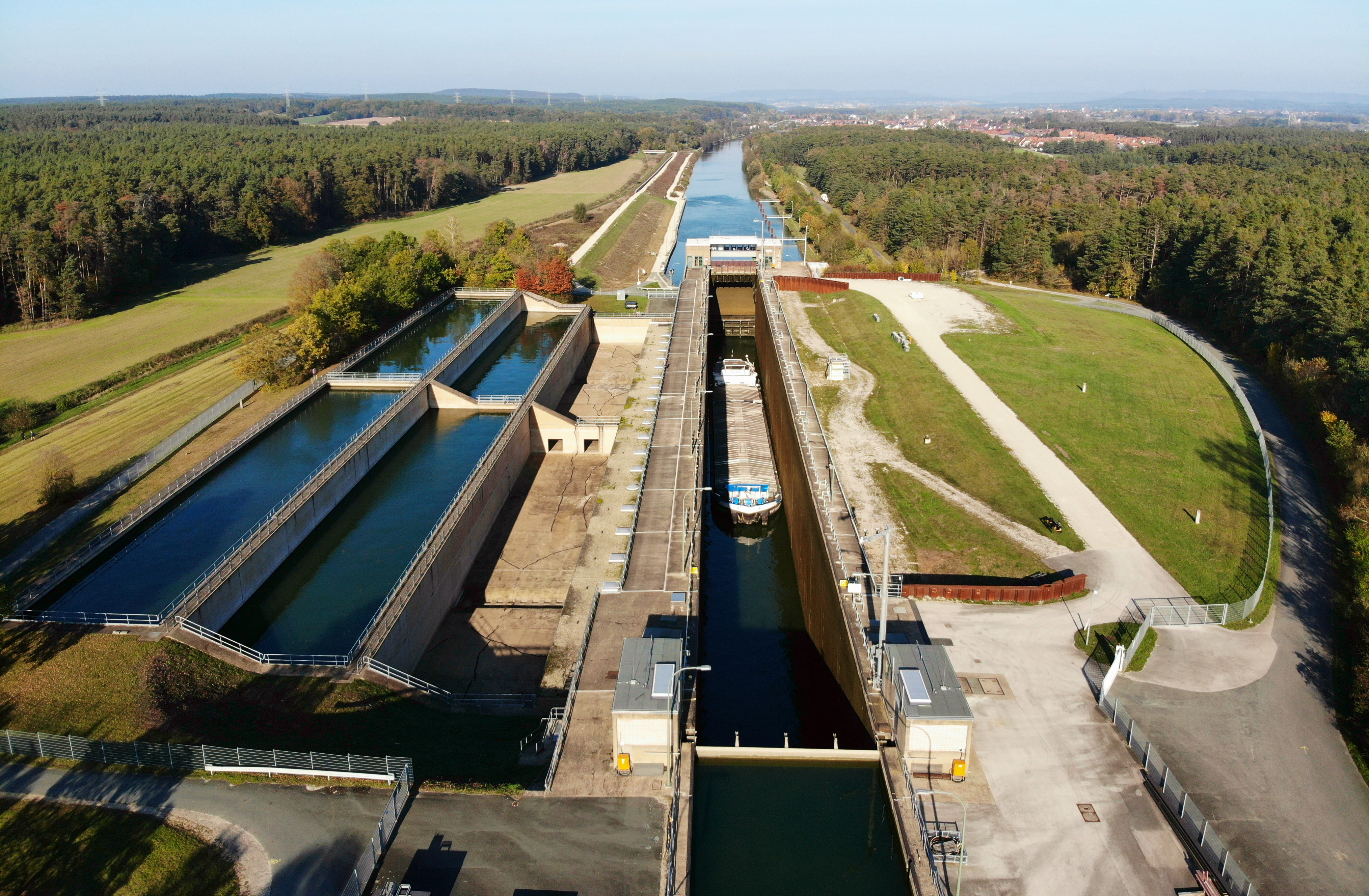
Oldalmedencés vízmegtartó zsilip Erlangen-nél a Majna–Duna-csatornán

A zsilip vagy hajózsilip olyan szerkezet, amely vízi járművek különböző magasságú vízfelületek közti felemelésére és lesüllyesztésére szolgál folyókon, és csatornákon. Megjegyzendő azonban, hogy a vízszintszabályzó berendezések összefoglaló elnevezésére is használják a zsilip kifejezést (például vízbeeresztő zsilip, vízleeresztő zsilip).
A hajózózsilip megkülönböztető jellemzője a rögzített kamra, amelyben a víz szintje változtatható; szemben a hajólifttel, keszon zsilippel, illetve a ferde síkú csatornával, melyeknél a kamra maga emelkedik és süllyed. A zsilipeket arra használják, hogy a folyó könnyebben hajózható legyen; vagy hogy olyan egyenes vonalú csatornákat hozhassanak létre, amelyek a csatornával nem azonos tengerszint feletti magasságú földterületen vezetnek keresztül.

## Alkalmazása

### Folyami hajózás
Amikor a folyó egy szakaszát hajózhatóvá teszik, szükség van zsilipre, hogy megkerüljék az akadályokat, például vadvizeket, gátakat, vízimalmok bukógátjait – mivel azok túloldalán a vízszint magasabb. A nagyszabású folyami hajózást javító fejlesztéseknél a bukógátakat és a zsilipeket gyakran együtt alkalmazzák. A bukógát megnöveli egy sekély szakasz vízmélységét, a szükséges zsilipet pedig vagy közvetlenül a gát miatt kialakuló vízszintréshez építik, vagy a mesterségesen épített áttörés alsó végéhez, amely megkerüli a gátat és a sekély szakaszt is.
A hajózható folyók legalacsonyabban fekvő zsilipje lezárja a folyót az árapály miatt ingadozó vízszinttel szemben. Előfordul, hogy egy folyót teljes egészében mentesítenek az árapály jelensége alól azáltal, hogy egy tengeri zsilipet építenek közvetlenül annak torkolatánál. Az ennél fejlettebb folyami hajózásban még több zsilipre van szükség:
- Ahol egy hosszabb folyókanyarulatot vágnak át, a felső végen szükséges egy árvízi zsilip.
- Minél hosszabb az áttörés, annál nagyobb a vízszintkülönbség a felső és az alsó folyás között, így további zsilipekre van szükség. Ennél a pontnál az áttörés már hajózócsatorna.
- Zsilip építésére van szükség a nagyobb, kis-esésű vízerőművek esetében is.

### Hajózócsatornák
Az első teljesen mesterséges csatornák meglehetősen sík terepen haladtak; a kisebb dombokat, vagy mélyebben fekvő területeket inkább csak egyszerűen megkerülték. Ahogy a mérnökök egyre ambiciózusabbakká váltak a vidék átalakítását illetően; a zsilipek elengedhetetlenné váltak ahhoz, hogy létrehozhassák a szükséges vízszint változást, és ezzel elkerüljék – a mind az építési költségek, mind az utazási idő szempontjából – gazdaságtalan kerülőutak építését. Még később, az építési technikák javulásával a mérnökök egyre inkább hajlandóak voltak közvetlenül átvágni az akadályokon, például hosszú alagutak, akvaduktok építésével, vagy egyre több technikai eszközt építeni, például hajóliftet vagy ferde síkú csatornát. Mindazonáltal továbbra is épültek zsilipek, kiegészítendő ezeket a megoldásokat; és lényeges részét képezik még a legmodernebb hajózható vízi utaknak is.

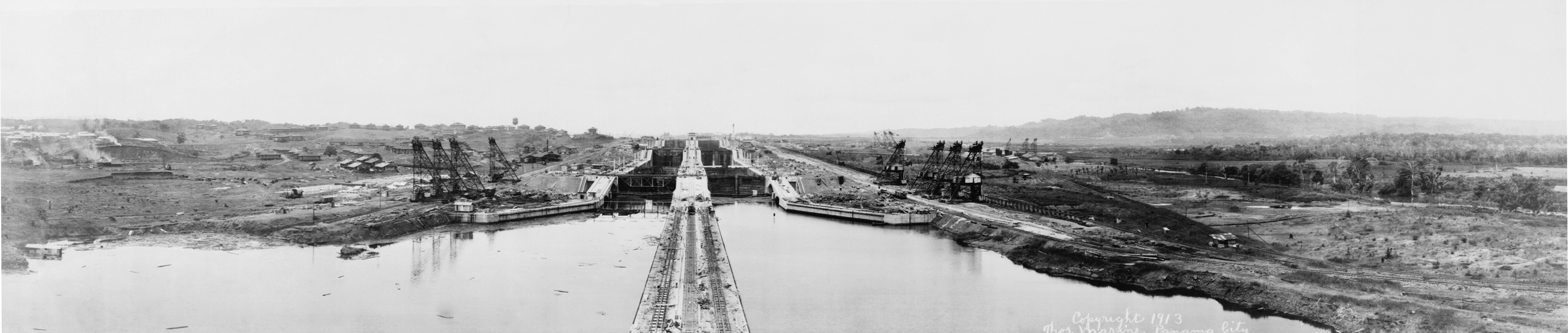
Zsilipek a Panama-csatornán építés közben, 1913.

## Működése és felépítése
| Felfelé hajózáskor: | Felfelé hajózáskor:                           |        | Lefelé hajózáskor:                              | Lefelé hajózáskor: |
| 1–2.                | A hajó belép a zsilipbe.                      | 8–9.   | A hajó belép a zsilipbe.                        |                    |
| 3.                  | Az alsó támkapu bezárul.                      | 10.    | Az felső támkapu bezárul.                       |                    |
| 4–5.                | A zsilipet vízzel töltik fel a felső szintig. | 11–12. | A zsilipkamra vizét az alsó szintig engedik le. |                    |
| 6.                  | A felső támkapu kinyílik.                     | 13.    | Az alsó támkapu kinyílik.                       |                    |
| 7.                  | A hajó kilép a zsilipből.                     | 14.    | A hajó kilép a zsilipből.                       |                    |

Minden zsilip három fő részből áll:

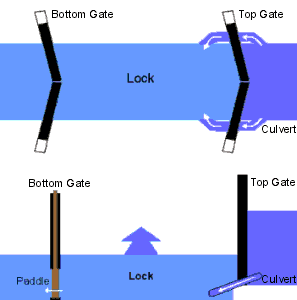
Egy általános, üres zsilip (lock) felülnézete és metszete. A zsilipkamra kapukkal (gate) van elválasztva a felső (top) és alsó (bottom) csatornától. A kapuszárnyak 18°-os szögben találkoznak, hogy így egy ívet közelítsenek; és jobban ellenálljanak a felső oldali vízfal nyomásának. A képen látszik a kapu-tolózár (paddle) és talaj-tolózár (culvert) is; bár nem törvényszerű ez a fajta elrendezés.

- Egy vízzáró kamra (zsilipkamra), amely összeköti a felső és alsó csatornákat; illetve elég nagy ahhoz, hogy magába zárjon egy vagy több hajót. A kamra pozíciója rögzített, de a vízszintje változtatható.
- Támkapu (gyakran egy pár fél-kapu) a zsilipkamra mindkét végén. Amikor a kapu nyitott, elég széles, hogy a hajó(k) beúszhassanak, vagy elhagyják a zsilipkamrát; amikor zárva van, a támkapu vízzáró.
- Valamilyen zsilipmű, amellyel a kamra vízszintjét változtatni lehet. Ez általában két egyszerű tolózár (hagyományosan egy lapos panel, amelyet manuálisan lehet felemelni egy fogasléc segítségével).

A zsilip működésének alapelve a következő (lefelé haladás esetén):
- A zsilip vízzel telt, a bejárati kapuk nyitva vannak; a hajó beúszik.
- A támkapuk bezáródnak.
- Az alsó kapu tolózárja kinyílik, ez elvezeti a vizet a kamrából, így a vízszint a hajóval együtt lecsökken.
- A kijárati kapuk kinyílnak, és a hajó kiúszik.

Ha a zsilip üres volt, a hajóknak általában kb. 5-10 percet kell várni, míg a zsilip megtelik. Ha a hajó felfelé halad, a folyamat fordított. Az egész művelet általában 10-20 percet vesz igénybe, a zsilip méretétől, illetve attól függően, hogy a víz a zsilipben a hajó szintjén áll-e éppen. A zsiliphez közeledő hajósok általában szívesen üdvözlik a szembejövő hajót, mert az az ő szintjükön lépett ki a zsilipből – megtakarítva ezzel 5-10 percet. Ez azonban nem igaz a lépcsős zsilipek esetén, ahol gyorsabb a hajók számára, ha konvojban haladnak át.

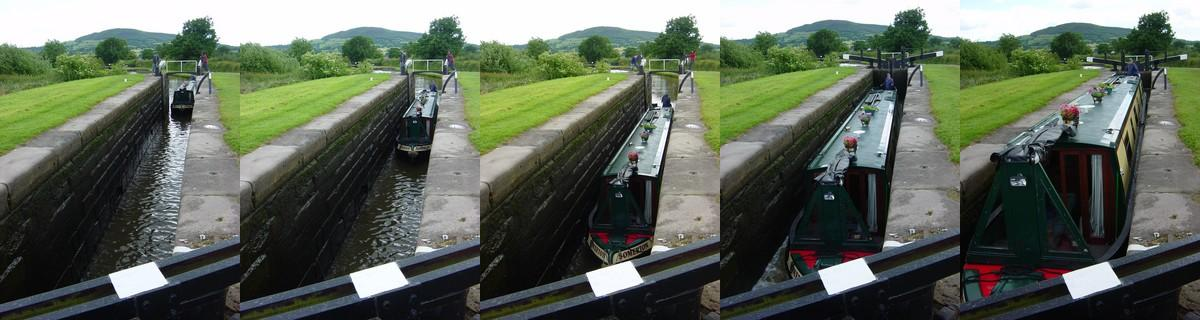
Zsilip működése:
1-3. A hajó beúszik az üres zsilipkamrába.
4. Az alsó kapu bezáródik; az alsó tolózár zárva, a felső tolózár nyitva, a kamra kezd feltöltődni.
5. A zsilipkamra megtelik vízzel, felemelve a hajót a magasabb szintre.

## Részletek és terminológia

### Emelési magasság
Az emelési magasság (angolul: rise) a zsilipkamrabeli vízszintek különbsége. A két legmélyebb zsilip Angliában a Bath deep zsilip a Kennet–Avon-csatornán, illetve a Tuel Lane zsilip a Rochdale–csatornán. Mindkét zsilip emelési magassága 6,1 méter (közel 20 ft). Mindkét zsilip két külön zsilip összevonásából áll, amelyeket azok helyreállításakor kombináltak, hogy elhelyezzék a közúti változásokat. A két legmélyebb "eredeti" zsilip az Etruria Top zsilip a Trent–Mersey-csatornán, és a Somerton Deep zsilip az Oxford–csatornán: a zsilipek emelési magassága 4,3 méter (14 ft). Forrásonként változik, hogy melyik a legmélyebb; de minden esetben megemlítik, hogy az évek alatt Etruria-t kimélyítették. A tipikus emelési magasság (Angliában) 2,1‑3,7 méter (7‑12 ft), habár ennél sekélyebbel is találkozni lehet. Összehasonlításképpen, a két Ardnacrusha zsilip (az ír Limerick közelében, a Shannon folyón) emelési magassága 30 méter (100 ft). A felső kamra emelési magassága 18 méter, és alagúttal van összekötve az alsó kamrával; amely nem látható egészen addig, amíg a kamra majdnem teljesen ki nem ürül. Ez a második legmagasabb emelési magasságú zsilip Európában.

### Összekötő csatorna
Az összekötő csatorna (angolul: pound vagy reach) azt a vízfelületet jelenti, amely két zsilip között helyezkedik el.

### Zsilipkamra
A zsilipkamra a zsilip fő jellemzője. Ez egy vízzáró (kő, tégla, acél vagy beton) burkolat, amely kapuk segítségével mindkét végén elzárható az összekötő csatornáktól. A kamra általában megegyezik (plusz egy kevés többlet hely a manőverezés számára) a legnagyobb vízi jármű méretével, amit az adott csatornára/folyóra szántak; esetleg nagyobb annál, hogy több jármű egyidejűleg is használhassa a zsilipet. A kamra "megtelt", ha a benne lévő víz elérte a felső, és "üres" ha elérte az alsó összekötő csatorna vízszintjét. Ha a zsilip üzemen kívül van, például karbantartási munkák esetén, általában a kevésbé megtévesztő "víztelenített" vagy "kiszárított" kifejezés használatos.

### Párkány

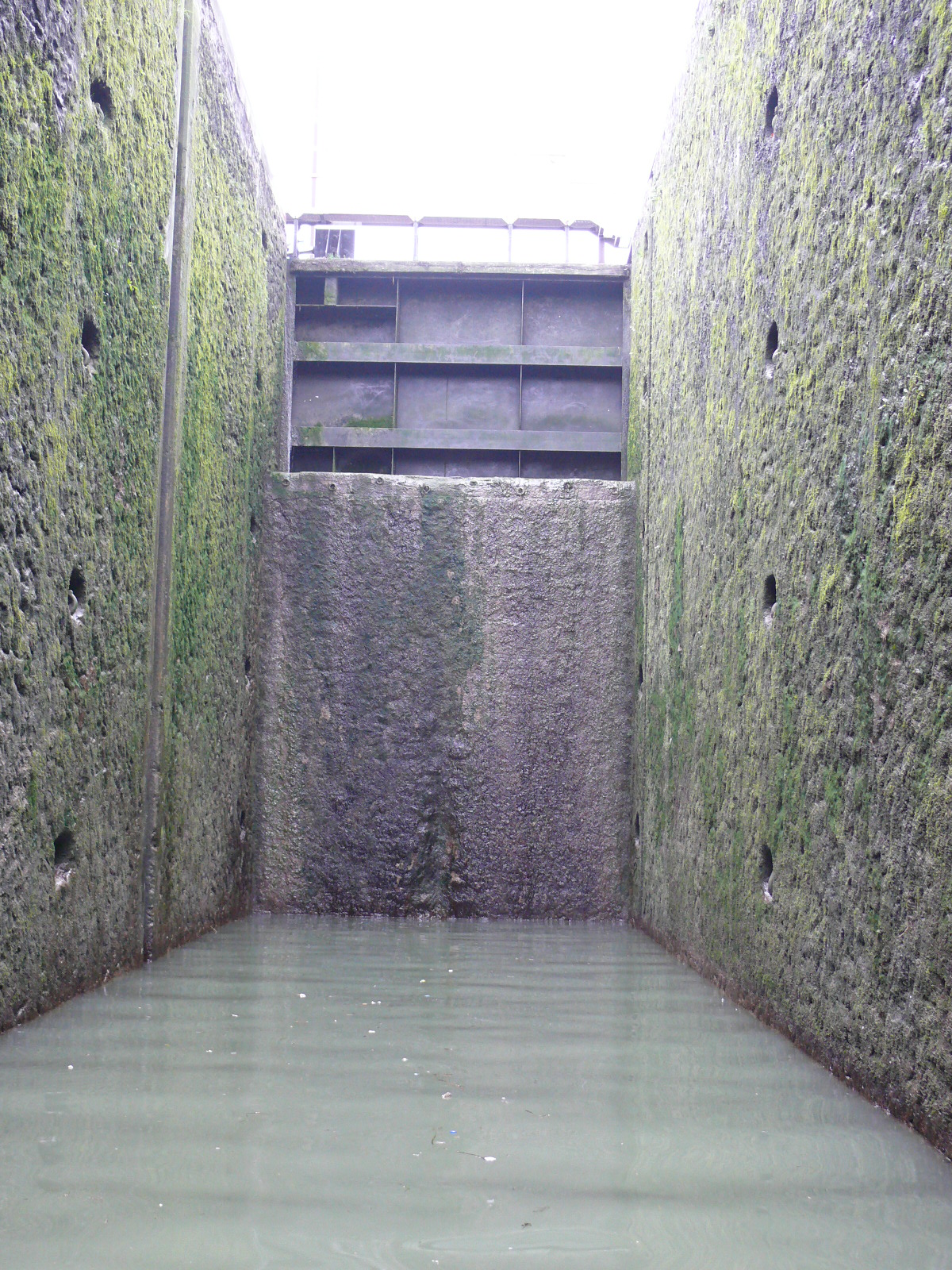
A Pont de Flandre zsilip párkánya (Saint–Denis-csatorna, Párizs).

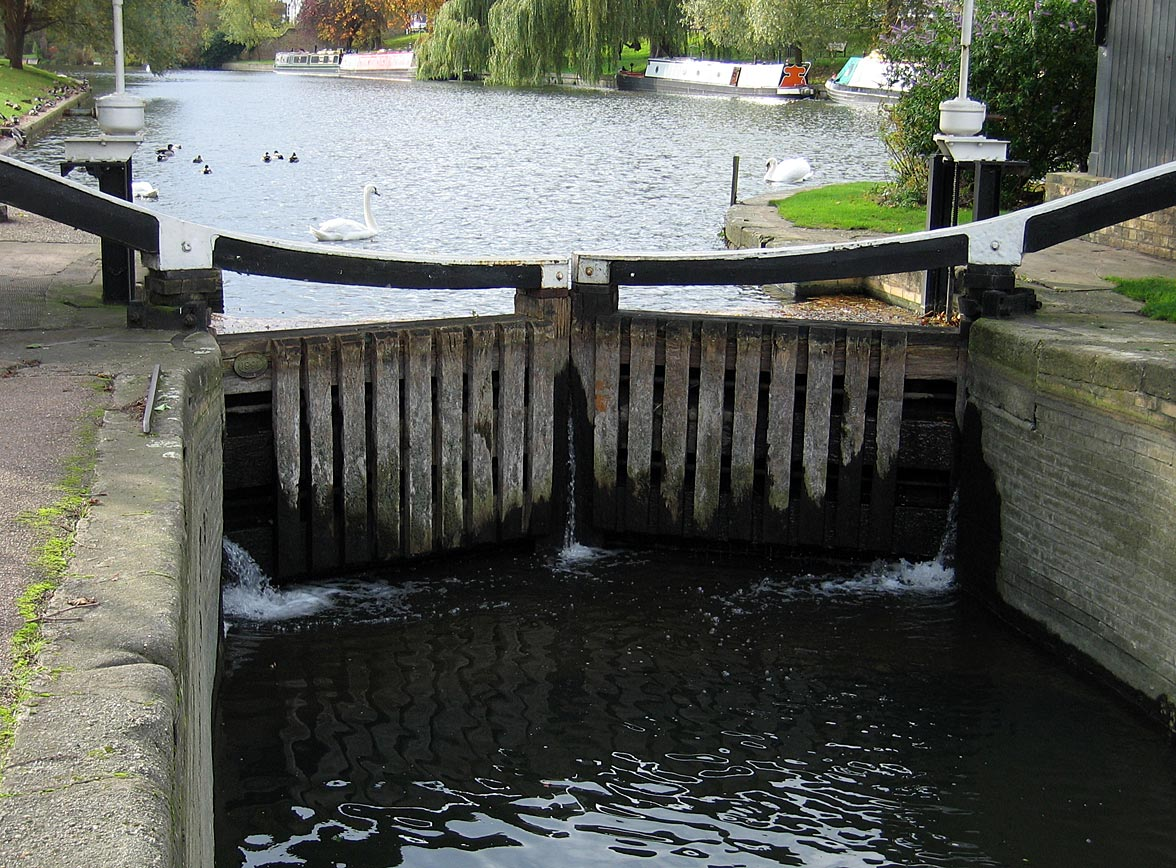
A zsilip felső kapuja, mutatva az ellensúly gerendát, és a zsilipművet.

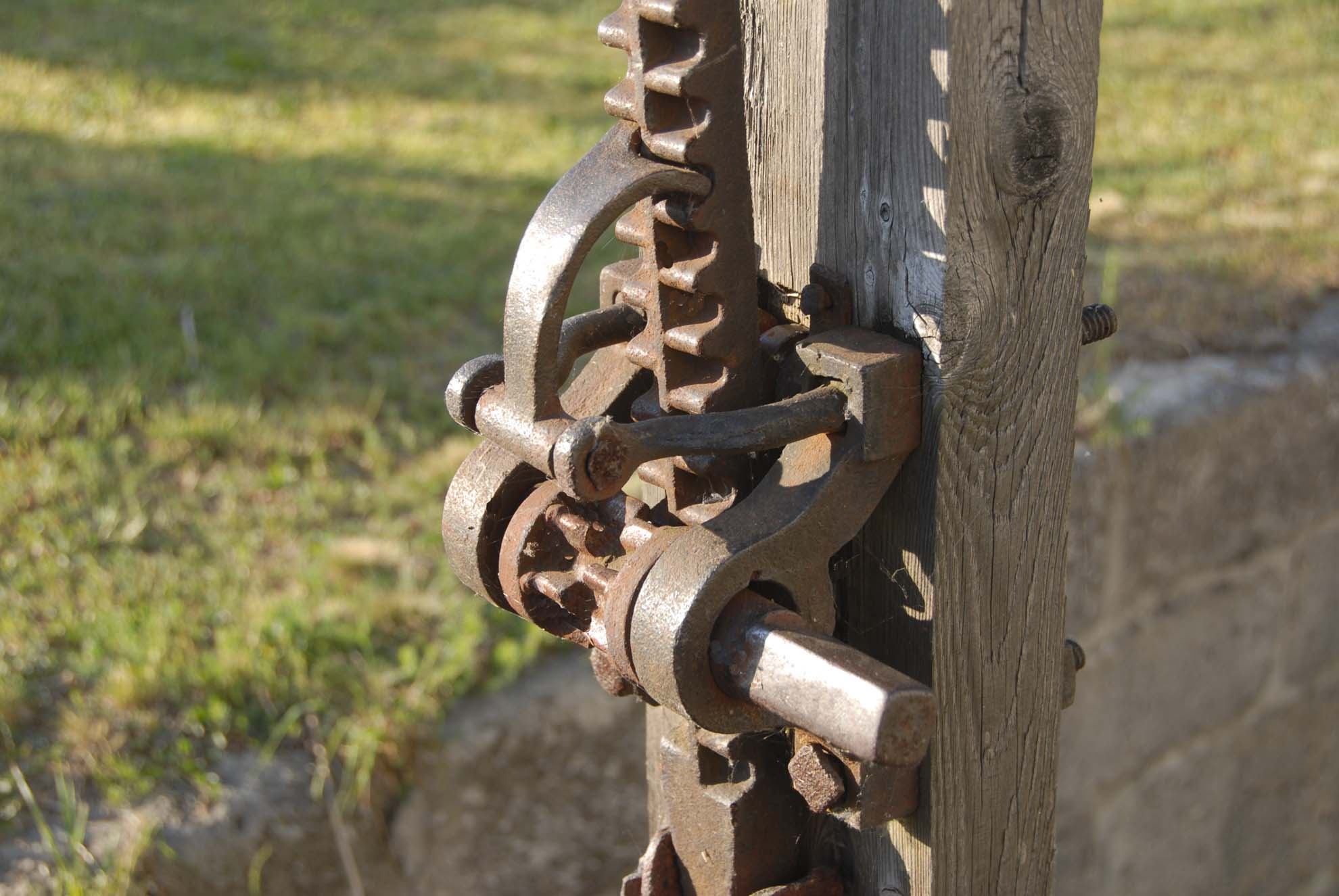
200 éves emelőszerkezet; jól látható a fogasléc és a kilincsmű (Wiener Neustädter Kanal, Ausztria).

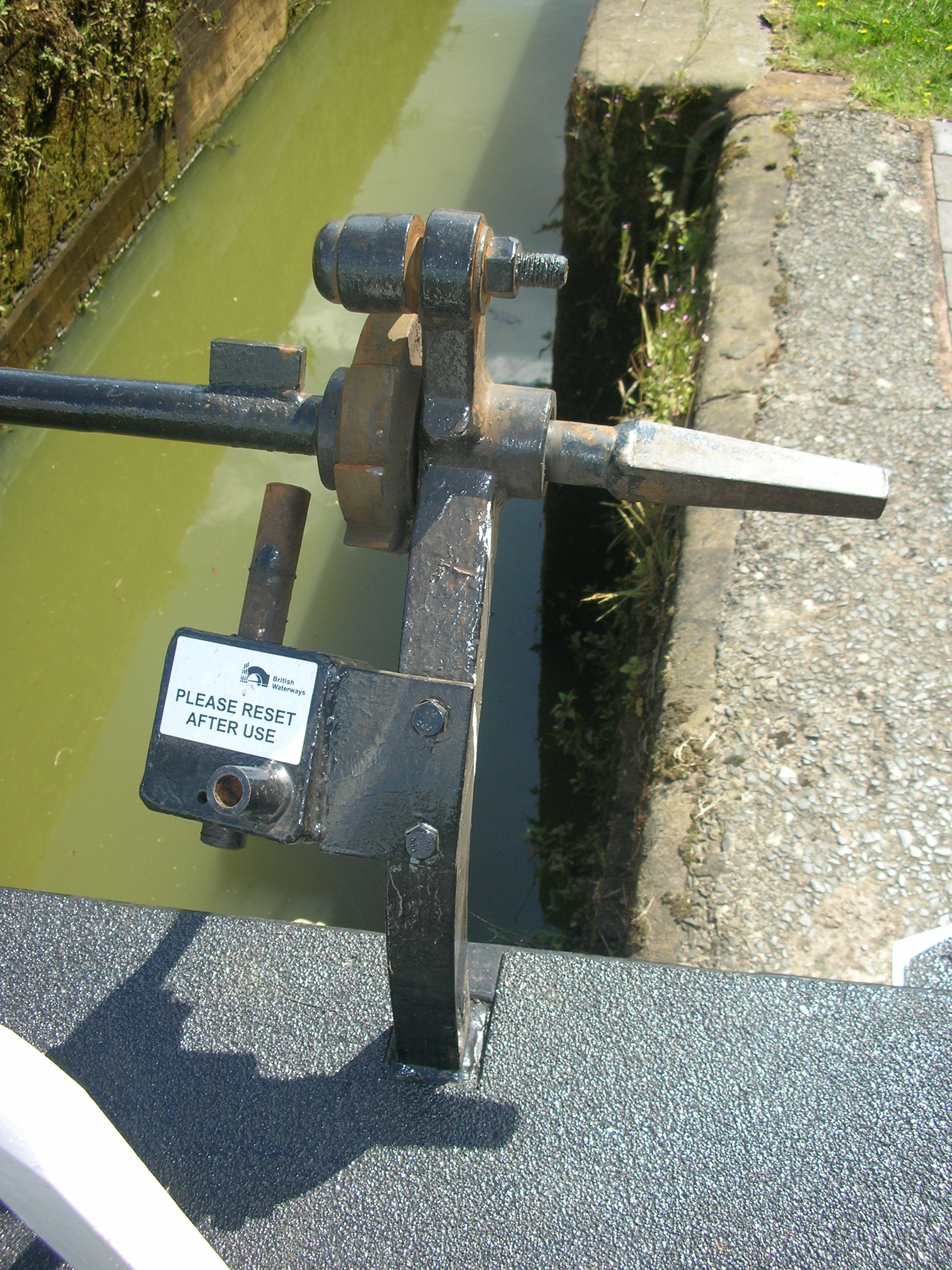
Vandálbiztos zár: kulcs használata nélkül a fémrúd megakadályozza a tengely elfordítását, a ráhegesztett fül miatt. A kulccsal a fémrúd eltávolítható/elmozdítható.

A párkány (angolul: cill) egy keskeny, vízszintes, kiálló párkány amely a felső kapu alatt található, és kis mértékben belóg a kamrába. A legnagyobb veszély a zsilipelés közben, ha leengedéskor a hajó fara fennakad a párkányon. Éppen ezért a párkány szélét általában fehér vonal jelzi a zsilipkamra falán. A párkány széle általában ívelt, a közepén keskenyebb, mint a szélén. Egyes zsilipeknél kb. 23 cm (9 in) vastag tölgyfa deszka van a párkányon, amely megvédi annak szilárd részeit. Ezt a fát úgyis nevezik, hogy "párkány-lökhárító".

### Kapu
A kapuk vízzáró ajtók, amelyek lezárják a zsilipkamrát a felső és alsó összekötő csatornától. A kamra minden vége fel van szerelve egy tölgyből vagy szilből (napjainkban esetleg acélból) készült kapuval, vagy két fél-kapuval. A leggyakoribb elrendezés, az úgynevezett támkapu; az olasz Philippe Marie Visconti 1440-ből származó találmánya. Amikor be vannak zárva, a kapuszárnyak tompaszögben találkoznak, ezzel egy folyásiránnyal szembe mutató éket formázva. Ennek az elrendezésnek az előnye, hogy már igen kicsi vízszintkülönbség is (engedve a vízfal nyomásának) összepréseli a kapuszárnyakat. Ez megakadályozza a szivárgást, és a kapuk kinyitását, amíg a vízszint ki nem egyenlítődik a kapu két oldalán. Ha a zsilipkamra "üres", a felső kapu biztonságosan zár; ha a kamra "megtelt", az alsó kapu zár biztonságosan (tehát normál működés esetén a zsilipkamra nem lehet mindkét végén egyszerre nyitott). Az alsó kapu magasabb, mint a felső; mert bár annak elegendő a felső csatornát lezárnia, az alsónak le kell tudni zárnia a megtelt zsilipkamrát is. Tehát lényegében a kapuk felső szélének azonos magasságban kell lennie; ez úgy érhető el, hogy az alsó kapu a felső kapunál az emelési magassággal alacsonyabban kezdődik.

### Ellensúly gerenda
Az ellensúly gerenda (angolul: balance beam) a hosszú, szárazföld felé mutató, kiálló kar a kapu tetején. Amellett, hogy a gerenda lehetővé teszi a nehéz kapuszárnyak kinyitásához és becsukásához szükséges nagy nyomaték létrehozását kis erő hatására; kiegyensúlyozza a (nem-lebegő) kapuszárnyat, amely így szabadabban forog a kapupántokon.

### Tolózár
A tolózár segítségével lehetséges a zsilipkamra vízszintjének szabályozása. A tolózár maga egy elcsúsztatható fa (manapság inkább műanyag) panel, amit ha felemelnek (felcsúsztatnak) lehetővé teszi, hogy a víz beáramoljon a zsilipkamrába, vagy elhagyja azt. A kapu-tolózár egyszerűen csak elfed egy nagyméretű lyukat a kapu alsó részén; ennél kifinomultabb megoldás a talaj-tolózár, amely egy földalatti átereszt zár le. Maximálisan nyolc tolózár képzelhető el (két kapu-tolózár és két talaj-tolózár; a zsilipkamra mindkét végén) egy zsilipnél, ám általában ennél kevesebb van. Az 1970-es évektől kezdve British Waterways politikája nem engedi a kapu-tolózárak helyreállítását a felső kapukon azok felújításakor, ha létezik két talaj-tolózár. Ennek a biztonság az oka, ugyanis ha a zárat figyelmetlenül kezelik, az emelkedő hajót elöntheti a kamrába áramló víz. Ugyanakkor a szabályt kritikák is érték, mert a kapu-tolózárak nélkül a zsilipek lassabban működnek, és így egyes helyeken torlódást okoznak. Az 1990-es évek óta az a preferált megoldás, hogy megtartják vagy újratelepítik a kapu-tolózárakat, és terelőlemezeket illesztenek a nyílásra, hogy így minimálisra csökkentsék az elöntés kockázatát.

### Emelőszerkezet
Az emelőszerkezet az a mechanizmus amely lehetővé teszi a tolózár-panel felemelését (nyitását) és leengedését (zárását). Az emelőszerkezet házából általában egy négyzet keresztmetszetű tengelycsonk lóg ki; erre a tengelyre van rögzítve a fogaskerék, amely a panelhez csatlakoztatott fogazott rúdhoz (fogasléchez) kapcsolódik. Régebbi zsilipeknél pálcás fogazat is előfordulhat.[forrás?] A hajó legénységének a tagja ehhez a csonkhoz illeszti a csörlőkar négyzet keresztmetszetű foglalatát; majd elforgatja azt. Ezzel a fogaskerék elforog, és a fogasléc segítségével felemeli a panelt. Az emelőszerkezet tartalmaz egy kilincsművet; ez akadályozza meg, hogy a fogasléc visszafelé mozduljon el, és nyitva tartja a tolózárat miközben a legénység eltávolítja a csörlőkart és másik tolózárat kezd működtetni. Ma úgy vélik, hogy udvariatlan és vízpazarló nyitva hagyni a zárakat, miután a hajó elhagyta a zsilipet, de korábban ez bevett gyakorlat volt. A panel leengedéséhez a kilincsművet oldani kell, és a csörlőkar segítségével lassan leengedni. A kilincs kiütése a panel leesését, és a tolózár károsodását okozza – az emelőszerkezet ugyanis általában öntöttvas, amely hirtelen ütés hatására eltörhet vagy megrepedhet. Azokon a területeken, ahol problémát jelent a vandálok által átengedett víz (lásd később) az emelőszerkezetet általában vandál-biztos zárral látják el; így a tolózár kinyitásához speciális kulcs szükséges, amely csak a hajósoknak van.

### Hidraulikus emelőszerkezet
Az 1980-as években a British Waterways hidraulikus rendszerű emelőszerkezeteket kezdett el üzembe állítani, különösen a zsilipek alsó kapuján, ahol a legnehezebb működtetni a tolózárat. Az ellensúly gerendára rögzített körülbelül 30 cm átmérőjű fémhengerben egy apró olaj-működtetésű hidraulikus pumpa található. A tengely a henger elülső oldalából lóg ki, és a csörlőkarral a szokásos módon üzemeltethető; a rendszer kis átmérőjű csöveken viszi át az energiát a tényleges tolózár-panelhez. A rendszert széles körben telepítették és egyes csatornákon nagyon általánossá vált. Aztán fény derült a rendszer hátrányaira. Egyrészt sokkal drágább kiépíteni és karbantartani, mint a hagyományos rendszert; és gyakrabban is romlik el, különösen miután a vandálok megtanulták elvágni a csöveket. Ennél rosszabb, hogy van egy biztonsági hibája: ha egyszer felemelték, vészhelyzetben nem lehet leejteni a panelt, csak leengedni, ami jóval tovább tart. Ezek a tényezők vezettek a rendszer 1990-es évekbeli elvetéséhez; bár néhány helyen túlélte, mert általában nem távolítják el azokat mindaddig, amíg a kapukat cserélni nem kell (erre kb. húsz évente kerül sor).

### Csörlőkar
A csörlőkar (angolul: windlass vagy lock handle) egy levehető kar, amelyet a zsilip szelepjeinek nyitásához használnak. A legegyszerűbb csörlőkar egy kb. fél méter hosszú, körkeresztmetszetű vasrúdból készül, amelyet L-alakra hajlítanak; és a végére egy megfelelő méretű, négyzet alakú (esetenként kúpos) foglalatot tartalmazó darabot hegesztenek. Az L-alak hosszabb része a szár, a rövidebb pedig a fogantyú.
- Foglalat: Hagyományosan, a csörlőkarnak egy foglalata volt, amelyet az adott csatornára terveztek. Ha egy utazás több, eltérő tengelycsonkot alkalmazó csatornát érintett, több különböző karra volt szükség. A modern csörlőkarokon több foglalat is található.
- Fogantyú: A fogantyú általában elég hosszú ahhoz, hogy elférjen rajta egy kétkezes markolat. A markolatot gyakran úgy képzik ki, hogy képes legyen elforogni; így megvédi a hajós kezét súrlódás miatt kialakuló hólyagoktól.
- Szár
- Anyagok: A korai csörlőkarok vasból készültek; egyenként, kézzel kovácsolták azokat. A korszerűbb gyártási technológiák közé tartozott az öntés (vasból, vagy bronzból); a süllyesztékes kovácsolás; és a leggyakoribb módszer, a hegesztés. Néhány hajós "ezüstözött" vagy króm bevonatú kart használt a nagyobb kényelem és a rozsdásodás megelőzése érdekében. A csörlőkarokat manapság ritkán bevonatolják; népszerű anyagnak számít az alumínium, amely sima és rozsdamentes felületű, így tartós és kézkímélő, ugyanakkor nagyon könnyű is.

## Változatok
- Egyetlen kapuszárny a szűk csatornákon (7 láb, kb. 2,1 m).
  - A legtöbb angol szűk csatornán, a zsilipkamra felső végét teljes szélességében egyetlen kapu zárja le. Ezt olcsóbb volt megépíteni, és gyorsabban is működtethető kis legénységgel, mivel csak egy kaput kell kinyitni.
  - Néhány zsilipen a zsilipkamra alsó végét is egy kapu zárja. Ez felgyorsítja az átkelést, még úgy is, hogy a kapu nehezebb (nehezebb a felső kapunál, mert magasabb); illetve a zsilipkamrának is hosszabbnak kell lennie (mivel az alsó kapu a kamrába nyílik; ezért a kapunak nyitáskor el kell férnie a hajó tatja, vagy orra mellett – a szélesebb kapunak pedig nagyobb a nyitási íve, mint két keskenyebbnek).

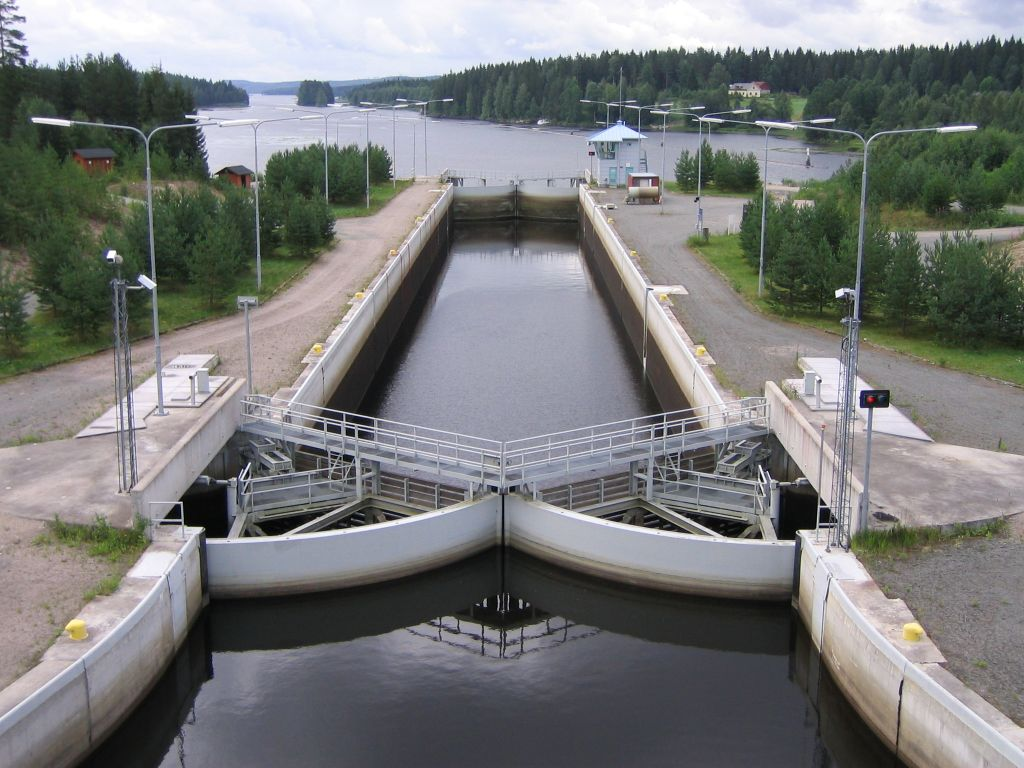
Zsilip a Keitele-Päijänne csatornán; Äänekoski, Finnország

- Acél kapuk. Az acél manapság kedvelt anyaga a kapuknak és ellensúly gerendáknak, habár ahol lehet kizárólag fa-kapukat használnak.
  - Függő kapuk. Még a nagy acél-kapus zsilipek is lényegében lengő kapukkal rendelkeznek, amely már 250 éves-dizájn. Az angol csatornákon az acélkapuk érintkező felülete általában fa, mert ez jobban tömít.
  - Csúszó kapuk. Ilyenek találhatóak például a Kieli-csatornán.
  - Guillotine kapuk. Egyes zsilipek függőlegesen felfelé nyíló acél kapukkal rendelkeznek – ezek elég gyakoriak Kelet-Angliában. Néha csak az egyik pár kapu helyett építenek guillotine kaput: például a Salterhebble zsilipen, ahol az alsó kapu egyensúly gerendáinak mozgását korlátozta volna egy híd kiszélesítése. A Nene folyón a legtöbb zsilip ezt az elrendezést követi, mivel árvíz idején a felső kapukat nyitott állapotban kiláncolják, és az alsó guillotine kapukat felemelik, így a zsilipkamra túlfolyóként működhet. Guillotine kapukat használnak a nagyobb zsilipek alsó oldalán, például a 23 méteres Bollène zsilipen a Rhône folyón; a szerkezet elég magas, hogy egy hajó elférjen alatta.
  - Függőlegesen forgó kapuk, amelyek nyitott állapotban a csatorna ágyban fekszenek (London Flood Barrier).
- Alternatív emelőszerkezet.
  - Egyes kézi tolózárak nem igényelnek levehető fogantyút (csörlőkereket), mert azok már eleve rögzítettek.
  - A Leeds and Liverpool csatornán több különböző tolózár is működik. Néhány helyen a tolózár egy nagy, vízszintes szárnyas anya elforgatásával nyitható, amely egy csavarmenetes rudat emel fel; erre rögzítették a szelep-panelt. Máshol egy hosszú, fából készült kar felemelésével lehet felemelni a fából készült lemezt, amely lezárja az átereszt. Az alsó kapu tolózárjait néha egy vízszintesen működtethető racsni nyitja, és a lemezek is oldalra csúsznak, a sokkal gyakoribb függőleges helyett.
- Zsilipőrök. Egyes zsilipeket szakképzett zsilipőrök üzemeltetnek (vagy legalábbis felügyelnek). Ez különösen igaz a kereskedelmi útvonalakon; illetve azoknál a zsilipeknél amelyek túl nagyok vagy túl bonyolult működésűek ahhoz, hogy az átlagos szabadidős hajósok üzemeltetni tudják. Például, bár Teddington (Anglia) felett a Temze szinte teljes egészében szabadidős vízi útvonal, a zsilipek általában személyzettel ellátottak. Csak nemrégiben engedélyezték a hajósok számára a korlátozott hozzáférést a hidraulikus zsilipművekhez; ha az őr nincs jelen.
- Meghajtott működtetés. A nagy, modern csatornákon a kapuk és a tolózárak túl nagy ahhoz, hogy kézzel működtetni lehessen azokat, ezért hidraulikus vagy elektromos berendezések segítségével üzemelnek. Még a kisebb csatornákon is előfordul, hogy a kapukat és tolózárakat elektromosan vezérlik, különösen, ha a zsilipet személyzet üzemelteti. Ezen zsilipek többségét továbbra is a gravitáció tölti fel vízzel, habár a nagyobb zsilipeken szivattyúk gyorsítják a műveletet.
- Hallépcsők. Egyes halak, mint a pisztráng és a lazac a folyók felső szakaszain ívnak. A zsilipek (illetve bukógátak és gátak) megakadályozzák a halak felúszását a folyón. A hallépcsők építése az egyik olyan intézkedés, amellyel megpróbálnak tenni ez ellen.
- Mérlegzsilip. A mérlegzsilip egy speciális zsilip amely célja, hogy megmérje az áthaladó uszályok tömegét, és így a tömeg és a rakomány értéke alapján meghatározható legyen a fizetendő díj.

## Különleges esetek

### Zsilip-csoport

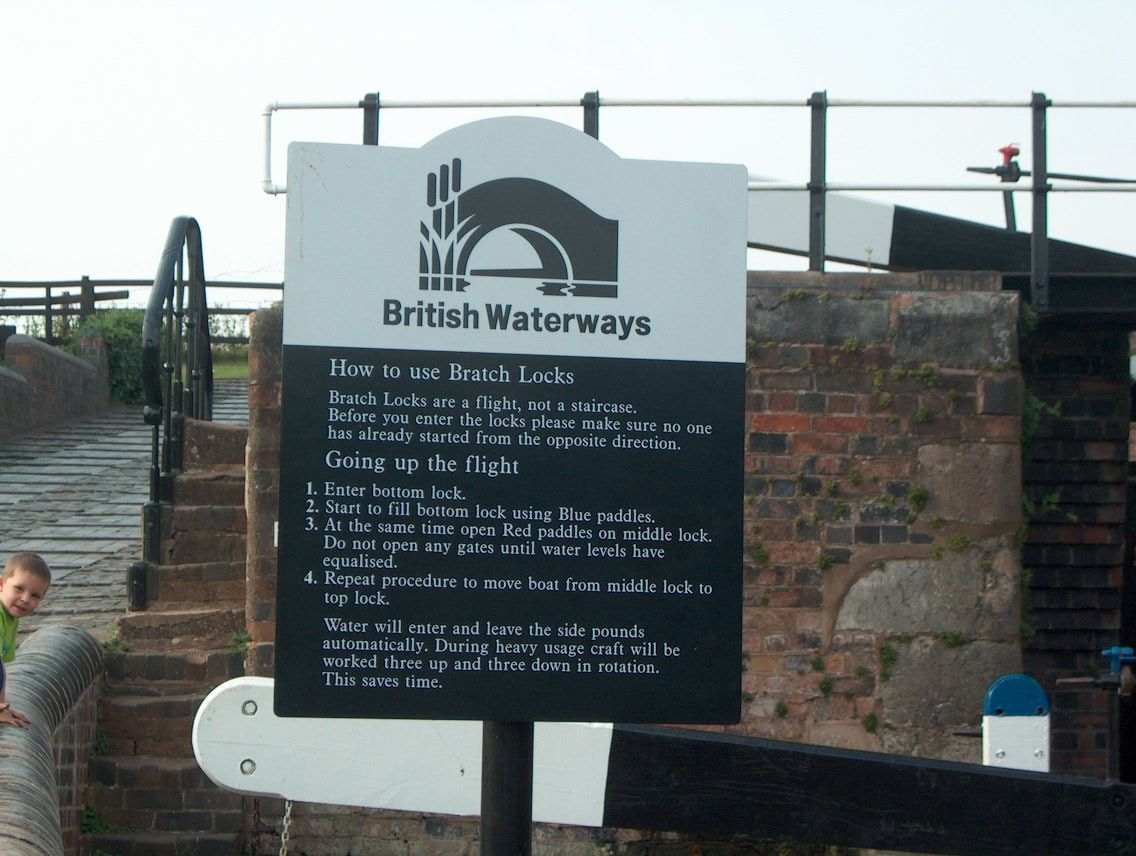
Zsilip-csoport (Bratch, Staffordshire and Worcestershire Canal).

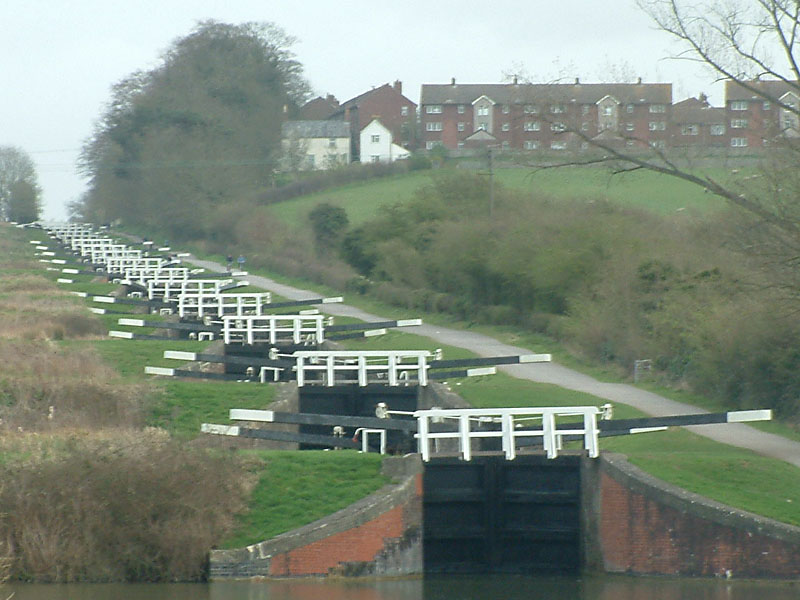
16 zsilipből álló csoport Caen Hill közelében a Kennet and Avon Canal-on.

A zsilip-csoport (angolul: lock flights) egyszerűen fogalmazva zsilipek sorozata, olyan közelségben egymáshoz, hogy azok egy csoportnak tekinthetők. A zsilipek csoportosítása – a zsilipek szétszórásával ellentétben – több okból is előnyös. A legénységet elég csak egyszer partra tenni, és felvenni; az átjutás koncentrált erőfeszítést igényel, ahelyett, hogy folyamatosan megszakítaná az utazást. Zsilip őrt lehet állomásoztatni, hogy segítse a legénységet a gyors átjutásban; illetve ahol a vízutánpótlás nem kielégítő, elég egyetlen szivattyú, hogy az elhasznált vizet a csoport tetejére juttassa. A zsilip-csoport szükségességét pusztán a táj fekvése határozza meg, de áttörések és sáncok építésével "áthelyezve" a szintkülönbséget lehetőség van a zsilipek szándékos csoportosítására is. Ilyen például a Caen Hill zsilip, Devizes közelében.
A zsilip-csoport nem azonos a lépcsős zsilippel (lásd alább). A zsilip csoportot akkor tekinthetjük lépcsős zsilipnek, ha az egymást követő zsilipkamrák közös kapun osztoznak (vagyis nincs külön felső és alsó kapu, sem összekötő csatorna közöttük). A legtöbb zsilip-csoport nem lépcsős zsilip, mert minden zsilipkamra külön kapukkal rendelkezik; amelyek közt hajózható – habár rövid – csatorna található; és a zsilipek a hagyományos módon üzemelnek.
Ugyanakkor léteznek olyanan zsilip-csoportok amelyek tartalmaznak néhány lépcsős zsilipet (vagy akár teljes egészében azokból állnak). A Grand Union Canalen (Leicester) található Watford zsilip-csoport egy négy-kamrás lépcsős zsilipből, és három különálló zsilipből; illetve a Foxton zsilip-csoport teljes egészében két egymást követő öt-kamrás lépcsős zsilipből áll.

### Lépcsős zsilip

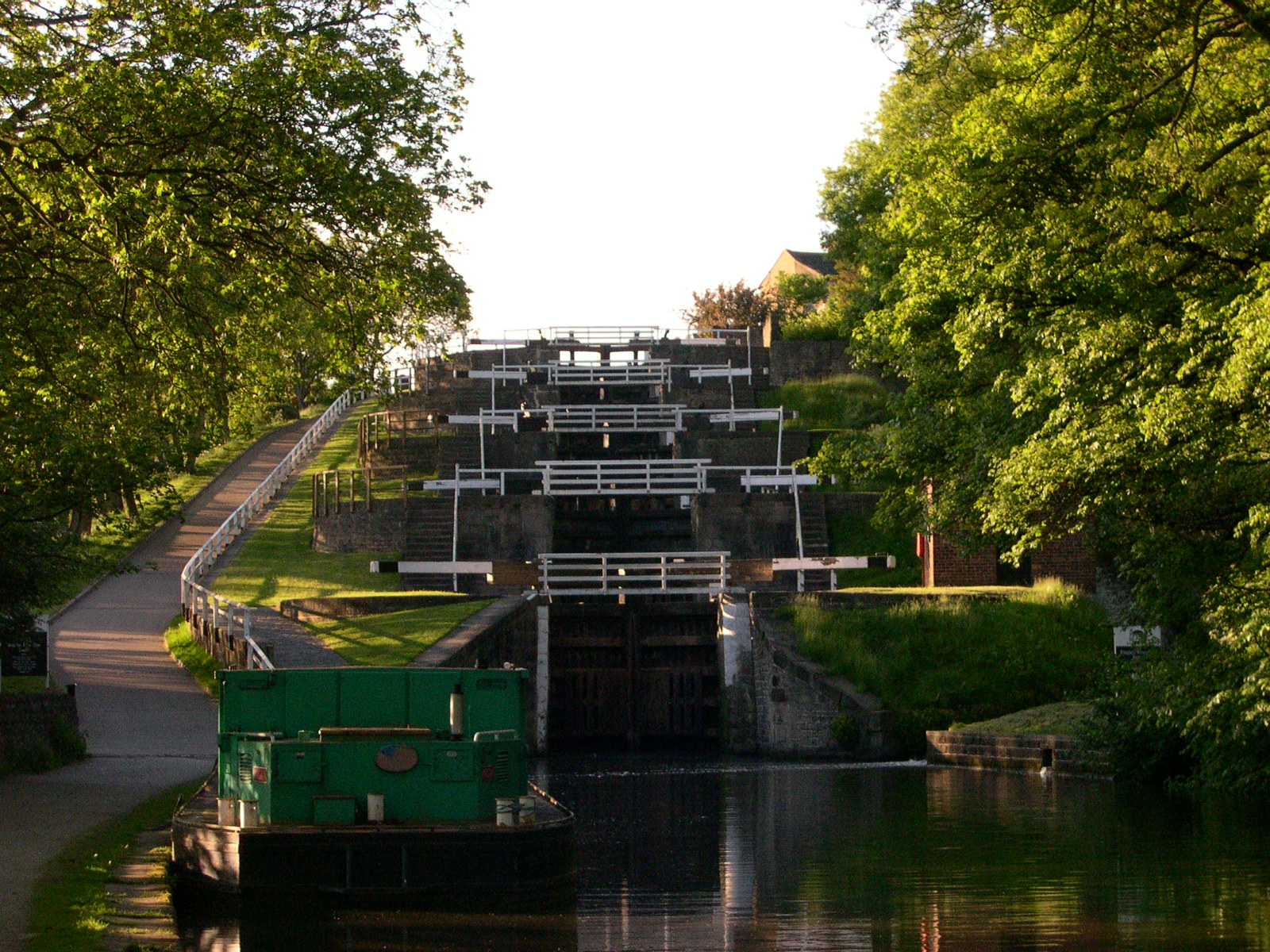
Öt-kamrás lépcsős zsilip 1774-ből; Bingley, Anglia.

Ha egy nagyon meredek akadályt kell leküzdeni, lépcsős zsilipet használnak. A lépcsős zsilipnek két fajtája létezik, a "valódi" és a "látszólagos".
A "valódi" lépcsős zsilip lényegében egy "tömörített" zsilip-csoport; ahol eltűnt az összekötő csatorna, a zsilipkamra felső kapuja tehát egyben a felette lévő kamra alsó kapuja is. Habár a kettő nagyon hasonló, az összekötő csatorna hiánya miatt a lépcsős zsilip üzemeltetése jelentősen eltér a zsilip-csoportétól. A lépcsős zsilipet úgy érdemes elképzelni, mint egyetlen zsilip, amelynek több közbülső szintje van (a felső kapu egy teljesen normális kapu; míg a közbülső kapuk az alsó kapuval megegyező méretűek). Mivel nincs összekötő csatorna, ezért egy zsilipkamra csak úgy tölthető fel, ha a felette lévőt leeresztik; és csak úgy ereszthető le, ha az alatta lévőt feltöltik. Ahhoz, hogy egy hajó felfelé haladhasson rajta; minden kamrának (kivéve a legalsót) feltöltöttnek; ahhoz pedig, hogy lefelé, minden kamrának (kivéve a legfelsőt) üresnek kell lennie; mielőtt a hajó elindul. Egy lépcsős zsilip-pár építésével ezek a nehézségek elkerülhetőek, nagyobb forgalom lebonyolítása válik lehetővé, és csökken a várakozási idő.

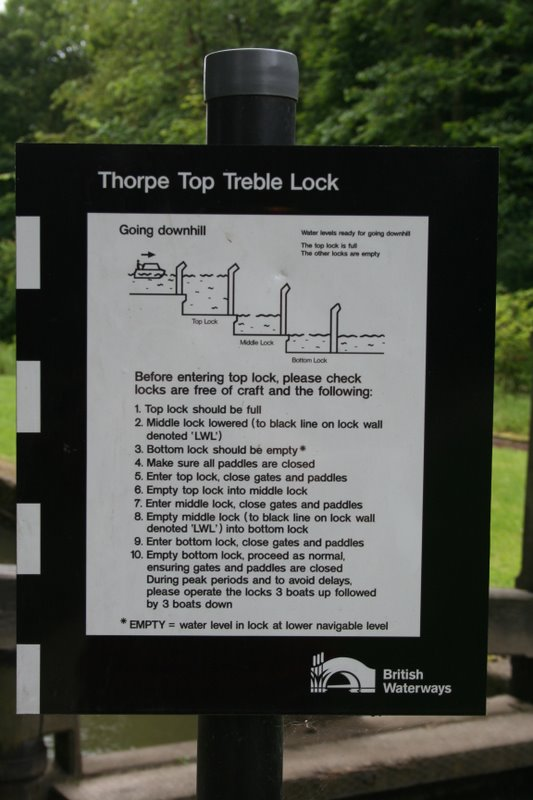
Instrukciók ereszkedéshez a Chesterfield Canal-on.

A "látszólagos" lépcsős zsilipek esetén a kamrák kapui továbbra is közösek; de a víz nem közvetlenül jut az egyik kamrából a másikba, hanem "oldal csatornákon", azaz tározókon keresztül. Ez azt jelenti, hogy nem szükséges biztosítani a zsilip teljes feltöltöttségét, vagy leürítését az indulás megkezdése előtt.
Valódi lépcsős zsilipek Angliában a Bingley és a Grindley Brook. A két-kamrás, vagy két-emelkedésű lépcsős zsilipek jóval gyakoribbak: a Snakeholme zsilip és a Struncheon Hill zsilip a Driffield csatornán azután lett átépítve lépcsős zsilippé, hogy az alacsony vízállás teljesen megakadályozta az áthajózást az alsó párkány felett – az új alsó kamra vízszintje épp csak annyira emelkedik fel, hogy a hajók átjuthassanak az eredeti párkány felett. Kínában, a közelmúltban elkészült Három-szurdok-gát magában foglal egy dupla öt-kamrás lépcsős zsilipet a nagy hajók számára, és egy hajóliftet a 3000 tonnánál kisebb hajók számára.
A lépcsős zsilipek működtetése összetettebb, mint a zsilip-csoporté. Tapasztalatlan hajósok számára egyenesen nehéz is lehet. A legnagyobb aggodalom (eltekintve attól, hogy a határozatlanság megbénít valakit), hogy leengedéskor több víz juthat az alsó kamrába, mint amennyivel az meg tud birkózni (azaz a víz elönti a parti menti ösvényt, illetve árhullámot indít az alsó csatornában); másrészt, hogy a közbülső kamrából teljesen egészében leengedhető a víz. Ezeket a kellemetlenségeket elkerülendő, szokás, hogy a teljes zsilipet leürítik lefelé haladás előtt, és feltöltik felfelé haladás előtt.
A lépcsős zsilipek legszembetűnőbben (a hagyományos zsilipekkel összehasonlítva), a járművek átjuttatásának legoptimálisabb módjában térnek el. A hagyományos zsilipeken ideális esetben felváltva követik egymást a hajók; ezzel szemben a lépcsős zsilipek esetében az a leggyorsabb, ha az egy irányba tartó hajók egymást követve haladnak át. Részben ez az oka, hogy a lépcsős zsilipeket őrök felügyelik, legalább a fő hajózó szezonban. Ők általában arra törekednek, hogy egyszerre annyi hajót juttassanak át egyirányban, ahány zsilipkamra van. A több évtizedes szaktudással a hátuk mögött, azt is képesek megoldani, hogy két egymással szemben haladó hajó egyszerre jusson át a zsilipen, úgy hogy középen elhaladnak egymás mellett.

### Dupla, páros vagy ikerzsilip
A zsilipek épülhetnek egymás mellé, ugyanarra a csatornára. Erre utalnak a fenti dupla, páros, vagy ikerzsilip kifejezések. A Panama-csatornán például három darab páros zsilip található. A duplázás előnye a sebességben mutatkozik meg; elkerülhetőek a csúcs idei torlódások, és nagyobb a valószínűsége, hogy a hajó neki megfelelő töltöttségű zsilipet talál. Ugyanakkor megjelenik a víztakarékosság is: a zsilipek mérete eltérő lehet, így egy kisebb hajóhoz nem szükséges leüríteni egy hatalmas zsilipkamrát; illetve az egyik zsilip a másik víztározójaként funkcionálhat. Általában ez utóbbi esetben használják az ikerzsilip kifejezést, mutatva, hogy a kamrák üzemének szinkronizálása biztosítja a víztakarékosság lehetőséget; hiszen a leürítendő kamra vizének egy része átvezethető a feltöltendő kamrába. Ezt a szolgáltatást az angol csatornákon régóta visszavonták, bár a használaton kívüli emelőszerkezet látható még néhány helyen.
Az egykor híres lépcsős zsilip-együttes a New York-i Lockport városánál öt ikerzsilipből áll. A tizenkilencedik században jelentős mérnöki bravúrnak számító építmény a Niagara meredek lejtőinek 18 méteres szintkülönbségét hidalták át.
A dupla zsilip kifejezést, elsősorban a kezdő hajósok a 14 láb (4,3 m) széles zsilipekre is használják, mert ez a hagyományos zsilipeknél kétszer szélesebb; így egyidejűleg két hajó áthaladását teszi lehetővé. Ezeket a zsilipeket helyesen széles zsilipnek (broad locks) hívják.

### Stop zsilip

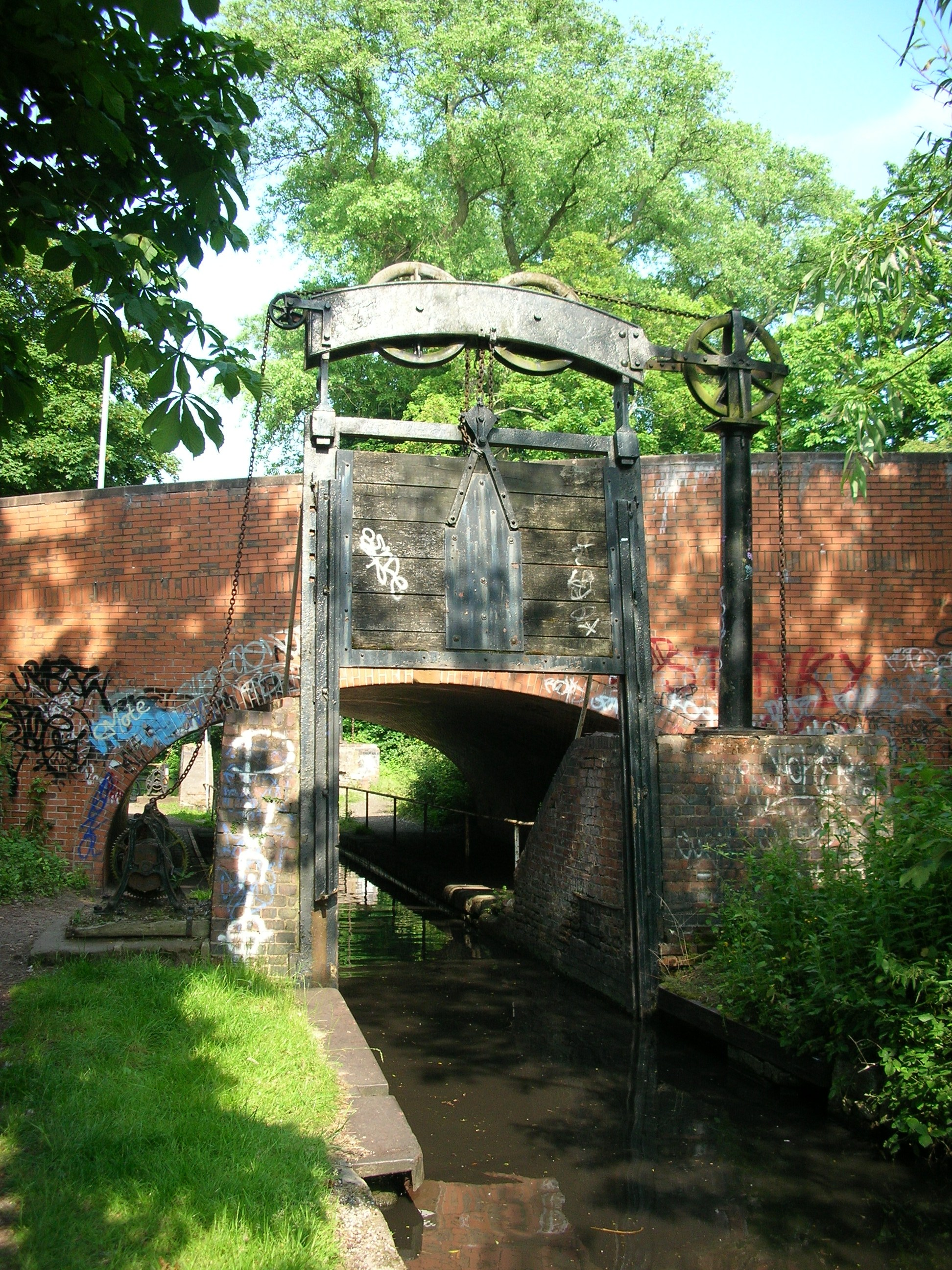
A Stratford-upon-Avon Canal és a Worcester and Birmingham Canal találkozásánál lévő guillotine zsilip; Kings Norton, Birmingham

A "stop" zsilip egy (nagyon) alacsony emelési magasságú zsilip; amelyet két rivális csatorna találkozásánál építenek, hogy megakadályozzák a vízátáramlást egyikből a másikba.
Az angol csatornarendszer kiépítésének évei alatt; egy már meglévő csatornát birtokló vállalat megtagadhatta, hogy egy újabb, szomszédos csatornát csatlakoztassanak hozzá. Ez a helyzet alakult ki a birminghami Worcester Bar-nál, ahol az árukat át kellett rakodni a mindössze egy méternyi távolságban lévő rivális csatornákon úszó hajók között.
Amennyiben mégis felépült a csomópont; akár mert a régebbi vállalat előnyösnek találta kapcsolatot, akár mert az új vállalat törvényi úton érte el a kötelező csatlakoztatást, a régebbi vállalat törekedett a vízellátásának védelmére (és még fokozására is). Általában azt kötötték ki, hogy a csomópontnál az új csatornának magasabban kell lennie, mint a már meglévő. Annak ellenére, hogy az új és a régebbi csatorna vízszintjének eltérése mindössze néhány centiméternyi is lehetett, a szintkülönbség miatt továbbra is zsilipre volt szükség. Ez a zsilip volt az úgynevezett stop zsilip, mert megakadályozta, hogy a víz folyamatosan áramoljon a felső csatornából az alsóba. Az zsilip az új vállalat tulajdonát képezhette, és természetesen felfelé "mutatott" – az új csatorna felé. A zsilip egyben megvédte az újabb csatorna vízellátását is, habár mégis minden egyes alkalommal, amikor egy hajó áthaladt, egy kamrányi vizet "adományozott" a régi társaságnak. Magas vízállás, vízfelesleg esetén természetesen a zsilip folyamatosan vízzel látta el az alsó csatornát.
Amikor a változó körülmények miatt nem lehetett garantálni, hogy az új csatorna vízszintje magasabb lesz, akkor a régi vállalat is épített egy stop zsilipet (saját ellenőrzése alatt, a kapukkal a saját csatornájuk felé mutatva); amit lezártak, ha az új csatorna vízállása alacsonyabb volt. Ez azt eredményezte, hogy két, a kapukkal ellentétes irányba mutató zsilip-pár épült: az egyik példa egy ilyen esetre a Hall Green közelében lévő Kidsgrovenál volt, ahol a Macclesfield Canal déli végállomása csatlakozott a korábbi Trent és Mersey Canalhoz. A Stratford-upon-Avon Canal és a Worcester and Birmingham Canal találkozásánál lévő Kings Norton csomópont négy kapus stop zsilipjét 1914-ben két guillotine zsilipkapura cserélték, amely megállítja a vízáramlást függetlenül attól, melyik csatorna vízszintje a magasabb.
Sok meglévő stop zsilipet eltávolítottak, vagy átalakítottak egyetlen zsilippé az 1948-as államosítást követően. A Hall Green zsilip megmaradt, de csak egyetlen zsilippel: az extra zsilipet eltávolították, mert a T&M csatorna vízszint csökkentésével elérték, hogy a T&M vízszintje mindig alacsonyabban legyen, mint a Macclesfield Canal. Erre azért is szükség volt, hogy több szabad hely maradjon a vízszint felett a Harecastle Tunnel alagútban.
Meg kell jegyezni azonban, hogy az újabb csatorna nem volt mindig magasabb szinten, mint az előző. Például, van egy nagyon kicsi zsilip az Autherley csomópontnál, ahol az 1835-ben épült Birmingham and Liverpool Canal (jelenleg a Shropshire Union Canal része), találkozott az idősebb Staffordshire and Worcestershire Canallal, amelyet 1772-ben építettek. Az útmutatások úgy említik, hogy az új csatornán délre hajózónak fel kell zsilipelnie, mielőtt északra vagy délre fordul a régebbi Staffordshire and Worcestershire Canalon – vagyis a Shropshire Union Canal minden hajó áthaladása után egy kamrányi vizet kap. Ez a nyereség azonban nagyon kevés, mivel a szintkülönbség olyan kicsi, hogy sok esetben mindkét kaput egyszerre is ki lehet nyitni.

### Körzsilip

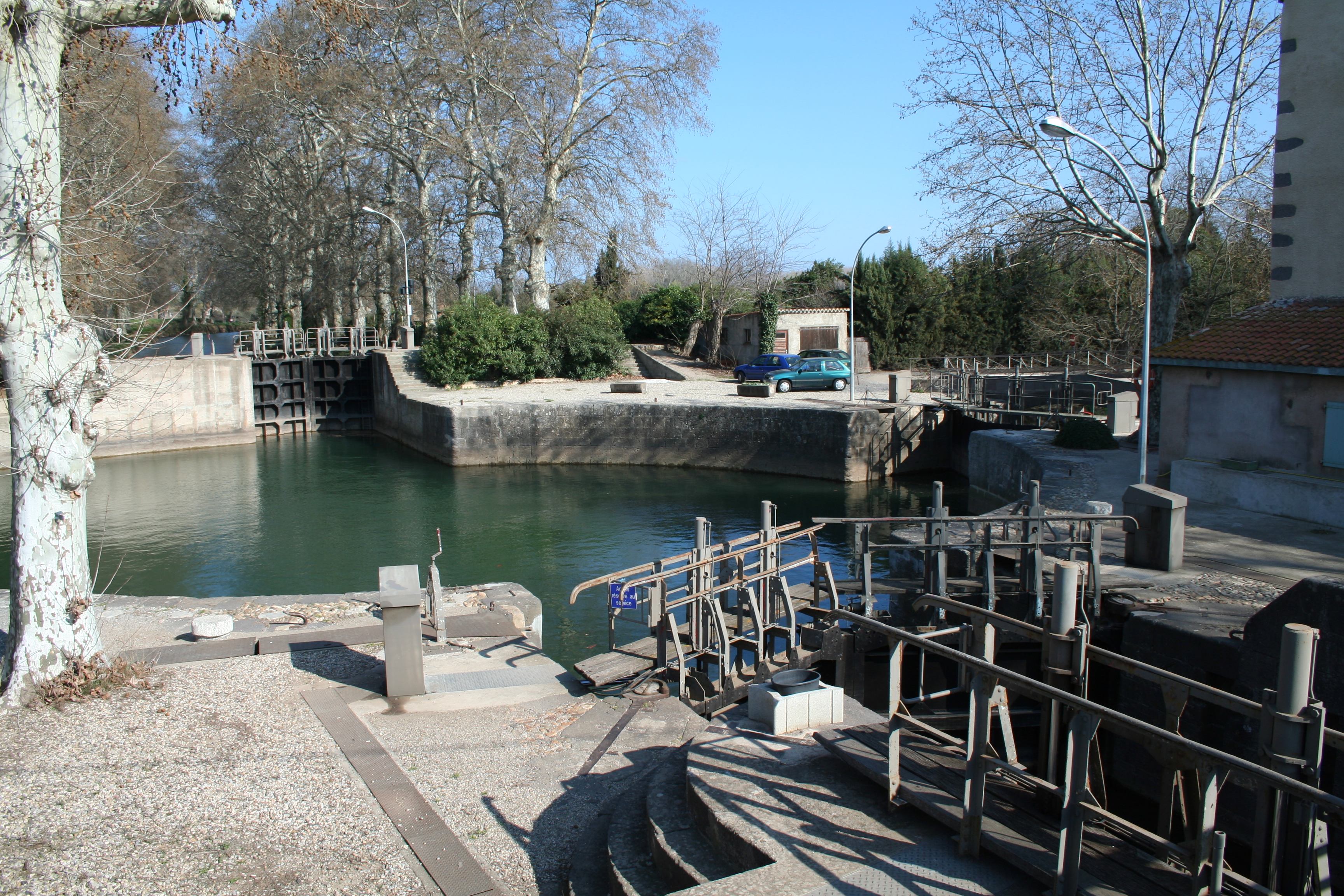
Az Écluse Ronde d'Agde kör zsilip.

Számos hely létezik, ahol kör alakú zsilipek épültek, több mint két kijárattal a zsilipkamrából; amelyek mindegyike különböző vízszintű. Így a zsilip egyaránt szolgál csomópontként, és a vízszint változtatására is. A zsilip körkörös alakja lehetővé teszi, hogy a hajók a zsilipen belül elforogjanak a megfelelő kilépési kapu irányába.
A legismertebb példa egy ilyen körzsilipre az Écluse Ronde d'Agde a franciaországi Canal du Midin. Ez szolgál a csatorna fővonalának zsilipjeként, és lehetővé teszi a Hérault folyó elérését.
Egy második francia körzsilip található a jelenleg használaton kívüli Écluse des Lorraines-on, amely összeköti a Canal latéral à la Loire-t és az Allier folyót.

### Árvízi zsilip
Az árvízi zsilip megakadályozza a folyót, hogy elöntse a hozzá kapcsolódó csatornát. Jellemzően ott építik, ahol a csatorna a folyóval találkozik. A folyó normál vízszintje esetén a zsilipkapuk nyitva vannak, és engedik, hogy a csatorna szintje a folyóval emelkedjen és csökkenjen. Ha azonban folyó szintje átlépi a csatornában a biztonságos határt, akkor a kapukat bezárják (és egy külön zsilipet hoznak létre) amíg a folyó el nem kezd apadni. Mivel ez egy valódi zsilip, ezért megengedi, hogy a hajók elhagyják a csatornát, és kihajózzanak a folyóra a megemelkedett vízszint ellenére is (bár ez nem feltétlenül bölcs); vagy (ennél észszerűbb) hogy a hajók menedéket keresve behajózzanak a csatornára. Megjegyzendő, hogy ha a csatorna valójában egy áttörés, amely ugyanazon folyó két szakaszát köti össze; az árvízi zsilip a felső folyás felőli oldalon található (az alsó végén hagyományos zsilip van).

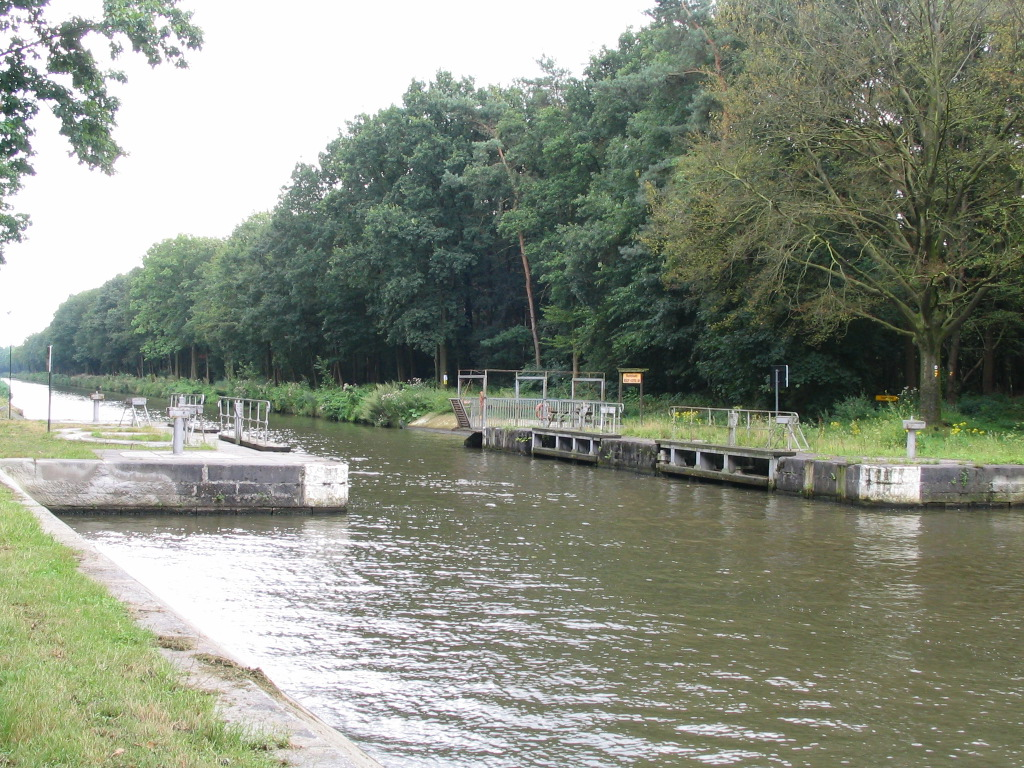
Kétirányú árvízi kapu a Schoten-Dessel csatornán, Belgiumban.

Azok az árvízi zsilipek, amelyeket árvízi kapukként (lásd lent) használnak, gyakran képtelenek újból rendeltetésszerűen működni felújítás nélkül. Ennek az az oka, hogy ahol csak a külső kapukat zárják (feltehetőleg azért mert nem fűződik kereskedelmi érdek a csatorna állandó hajózhatóságának biztosításához) a belső kapuk hamar a karbantartás hiányától szenvednek. Jó példa erre a Calder and Hebble Navigation, ahol a hajózási kézikönyvek által "árvízi zsilipnek" nevezett struktúrák nyilvánvalóan csak árvíz-megelőzésre használhatóak fel.

#### Árvízi kapu
Az árvízi kapu az árvízi zsilip olcsóbb változata. Csak egy kapu létezik, így amikor a folyó magasabb, mint a csatorna, a kaput lezárják és a hajóforgalom szünetel. Ezek meglehetősen gyakoriak a francia csatorna-rendszerben. Az árvízi kapukat ugyanakkor használják hosszú csatornák felosztására is, hogy védjék a csatorna vizét; esetleg a környező alacsonyabban fekvő területeket egy esetleges partszakadáskor. Gyakran találhatóak meg akvaduktok végein. Mivel a legtöbb esetben nincs ellensúly gerenda, és alig emelkednek a vízszint fölé; sokszor szinte észrevehetetlenek.

### Kétirányú kapuk és zsilipek

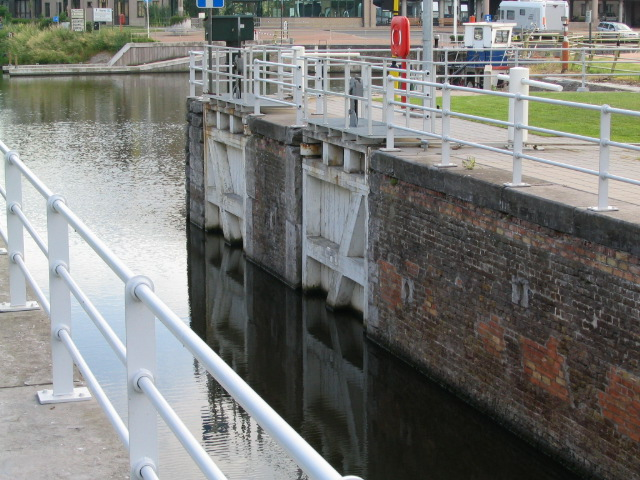
Bi-direkcionális (kétirányú) támkapu-pár, egy zsilipkamrával a Nieuwpoort – Duinkerke csatornán (Veurne).

Az árapály zsilipeknél (ahol a zsilip egyik oldalán a vízszint az árapállyal változik), illetve ahol a csatorna egy változó vízszintű folyóval találkozik; a normál esetben a zsilip alsó oldalán lévő vízszint (folyó, ill. tenger felé eső oldal) meghaladhatja a felső oldali (csatorna felőli) vízszintet. Ilyen esetben a "felső folyás felé" mutató támkapuk nem működnek megfelelően, egyszerűen kinyílnak. Ahhoz, hogy megakadályozzák a víz rossz irányba folyását a zsilipen keresztül, kell lennie legalább még egy kapunak, amely az "alsó folyás" irányába mutat. Amennyiben az is kívánatos, hogy a hajók ilyen körülmények között is áthaladhassanak a zsilipen, egy teljes készletnyi szükséges ezekből. A szokásos módszer az, hogy az ellentétes irányba mutató kapukat egymás mellett a zsilipkamra két végén helyezik el. Ennek alternatívájaként az is elképzelhető, hogy két ellentétes irányú zsilipet építenek egymás mögé; ám ez extra zsilipkamrát igényel. A páros zsilip elrendezés csak abban az esetben működhet, ha nem támkapukat alkalmaznak – támkapuk esetén egy zsilip mindig nyitva lenne, ami értelmetlenné tenné az egész zsilipet – ám ez még mindig egy további zsilipkamrát jelent.

### Árapály zsilip

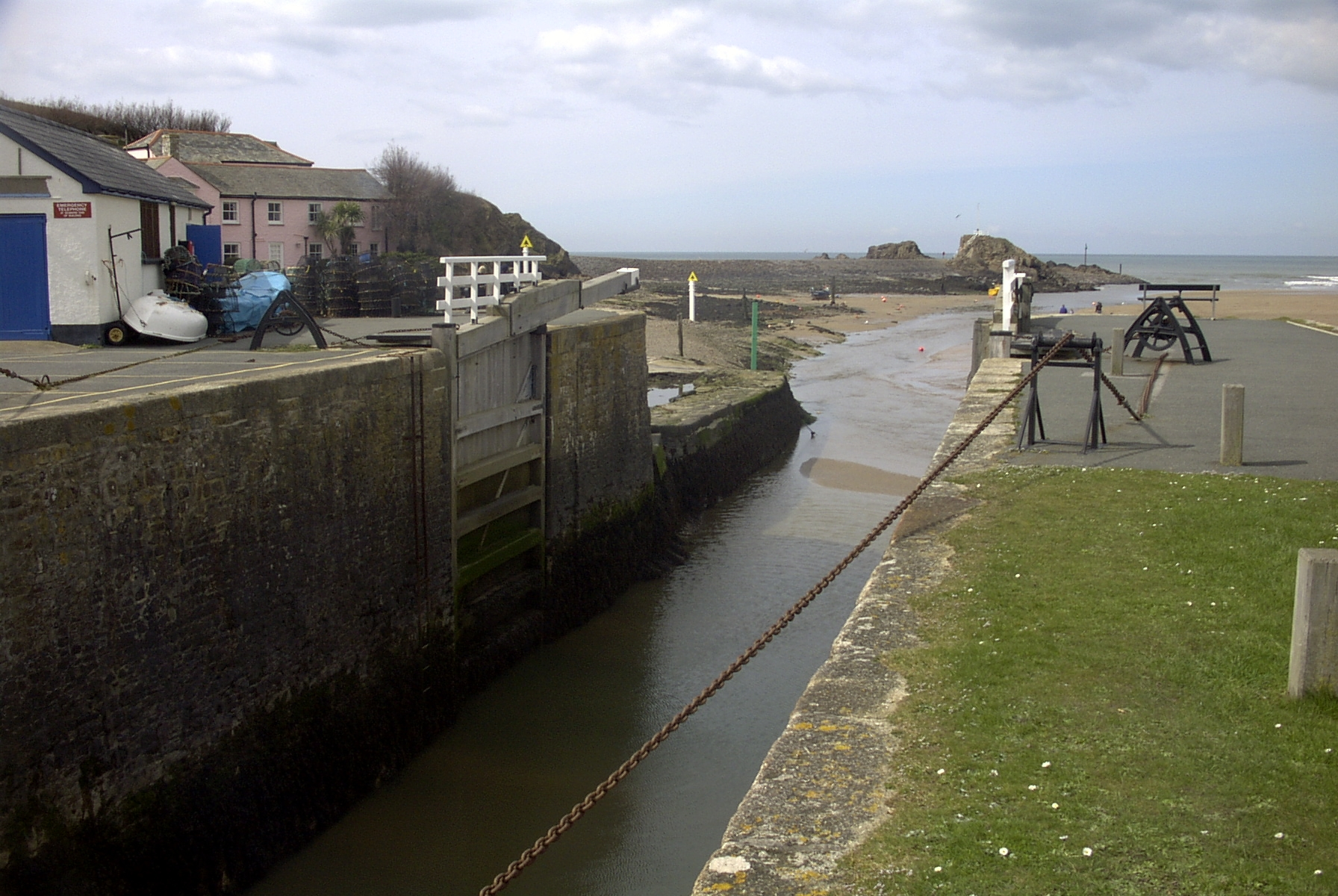
Tengeri zsilip; Bude, Cornwall.

Lényegében véve árapály-zsilip minden olyan zsilip, amely árapály miatt változó, és állandó vízszintű vízfelületek közé épült. Ez magában foglalja azokat a zsilipeket amelyek egy folyó változó és nem változó vízszintű szakasza közé; illetve amelyek egy változó vízszintű folyó és csatorna közé épültek; valamint a tengeri zsilipeket. A tengeri zsilip olyan zsilip amely egy csatornát, vagy folyót közvetlenül a folyótorkolattal, vagy az óceánnal köt össze. Ugyanakkor a kifejezést általában csak azokra a zsilipekre használják, amelyek működését befolyásolja az apály, vagy dagály. Példák:
- A csatorna olyan folyóhoz csatlakozik, amelynek vízállása mindig alacsonyabb: ebben az esetben elegendő egy közönséges zsilip, amely a csatorna felé mutat. A zsilipet addig lehet használni, amíg a dagály elég magas ahhoz, hogy a hajók átússzanak az alsó kapun. Ha a zsilip apály idején használhatatlanná válik, a kapukat le lehet zárni (ekkor fordított árvízi-kapuként működnek, benttartva a csatorna vizét). Ez az elrendezés néhány tengeri zsilipre is megállja a helyét (pl.: Bude Canal).
- A csatorna olyan folyóhoz csatlakozik, amelynek vízállása általában alacsonyabb, de esőzések, vagy a dagály hatására afölé is emelkedhet: Ilyen esetben elegendő egy kaput kétirányúvá alakítani, például a befelé mutató kapuk kiegészíthetőek egy a folyóra (kifelé) mutató kapuval. A folyó magas vízállása esetén a rendes kapuk kinyílnak, de az extra kapu bezárható, és a csatorna megvédhető; de természetesen a hajók áthaladása is ellehetetlenült. Ezzel lényegében hozzáadtunk a zsiliphez egy árvízi kaput.
- Mint fent, de ahol biztonságos a hajózás ilyen körülmények között is: a zsilip teljes egészében kétirányúvá alakítható, a kamra mindkét végén két-két egymással szembe mutató kapuval; hogy lehetővé tegye a hajóknak az átjutást. A hajózásra alkalmatlan extrém alacsony vagy magas vízszint esetén a kapuk egyike bezárható, hogy meggátolja az átjutást.

### Extra nagy zsilipek

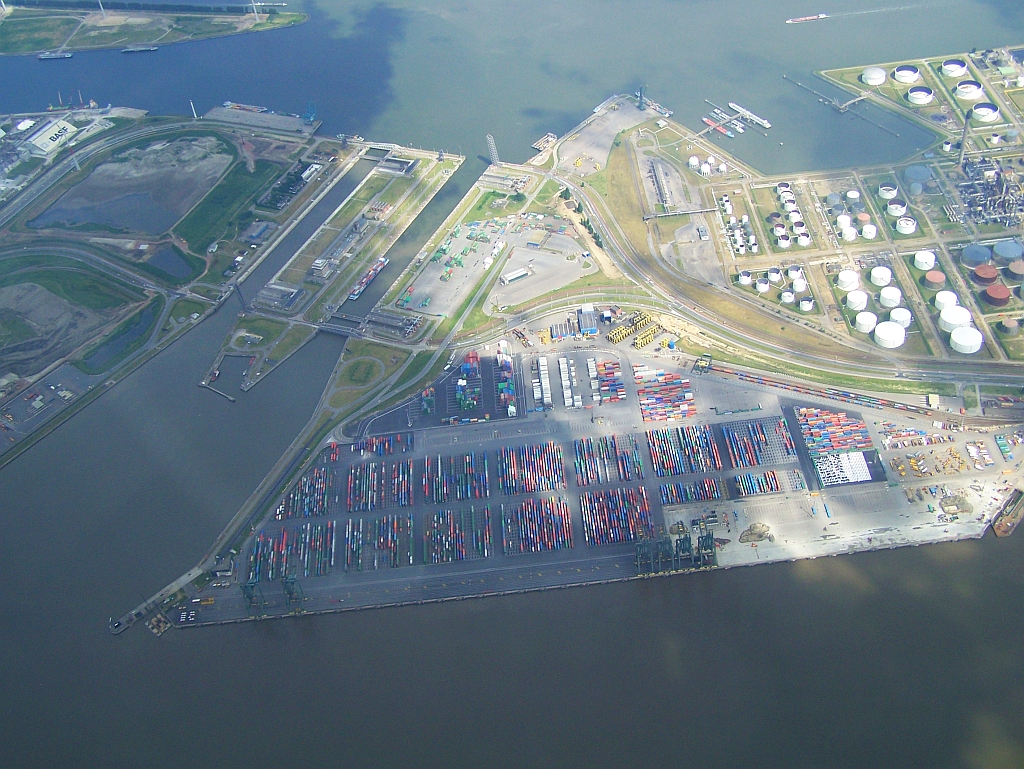
A Berendrecht zsilip (jobbra) és a Zandvliet zsilip (balra), Antwerpen kikötőjénél (fent) a Schelde (előtérben) felől.

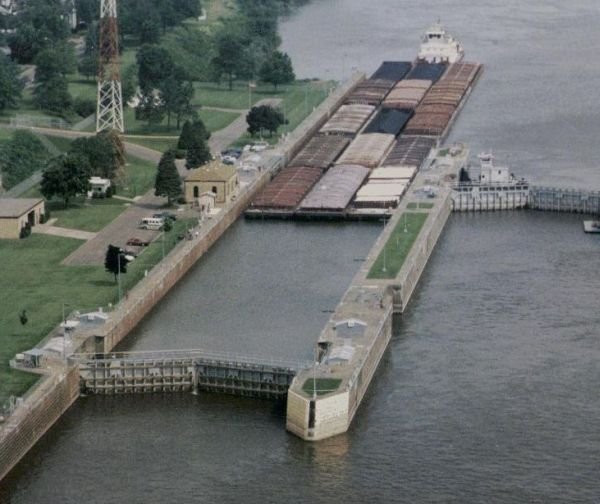
Uszályok egy zsilipnél a Mississippi folyón.

A világ legnagyobb zsilipje a Berendrecht zsilip, amely a belga Antwerpen kikötőjét teszi megközelíthetővé. A zsilip 500 m hosszú és 68 m széles, emelkedése 13,5 m; és négy csúszó zsilipkapuja van. A zsilipek mérete nem hasonlítható össze az emelkedési magasság figyelembevétele nélkül, amelyre azok működését tervezték. Például a Bollène zsilip emelkedési magassága a Rhône folyón legalább 23 m; vagy a kazahsztáni Irtis folyón lévő Öskemen zsilip emelkedése 42 m. A teljes víztérfogat (vízmennyiség), amely egy zsilip méreténél figyelembe veendő; a kamra hosszának, szélességének és az emelkedési magasságának szorzatával egyenlő. A lépcsős zsilipek egyben arra is hivatottak, hogy csökkentsék az egységnyi hasznos munkára eső vízfogyasztást – habár a lépcsős zsilip kamráinak térfogatösszege nem feltétlenül kisebb, mint egyetlen nagy kamra térfogata; a felhasznált víz minden esetben csupán egy kamrányi. Az elvégzett hasznos munka egy zsilip esetében a hajó(k) helyzeti energiájának megváltozása; amely a hajó(k) össztömegével és az emelési magassággal arányos. Összehasonlításkor az elfogyasztott vízmennyiséget is annak helyzeti energia változásával veszik figyelembe. A zsilipek alternatívája a hajólift, például az Anderton, vagy a Strépy-Thieu hajóemelő Belgiumban. Ezen létesítmények nem az elfogyasztott víz helyzeti energiájára támaszkodnak; motorokat használnak erőforrásként, és úgy tervezik azokat, hogy a vízfogyasztásuk minimális legyen.
A Mississippi folyó 29 zsilipje jellemzően 600 láb (180 méter) hosszú; míg a vontatóhajóból és az uszályokból álló jármű-kombinációk 1200 láb (370 méter) hosszúak is lehetnek. Egy vontatóhajóhoz akár 15 uszály is csatlakozhat. Ezekben az esetekben az uszályok egy részét külön, részben nyitott tolózárak mellett zsilipelik át, így létrehoznak egy áramlatot, amely kisodorja a meghajtás nélküli uszályokat a zsilipkamrából. A zsilipen kívül azokat újra összekötik, és megvárják, hogy a vontatóhajó, és a többi uszály is átérjen. Egy ilyen átkelés akár másfél órát is igénybe vehet.

### Hiram M. Chittenden zsilipek
2004 novemberében a Hiram M. Chittenden zsilipek egyikét karbantartás miatt teljesen leürítették; lásd a lenti képeket. Ez lehetőséget nyújtott arra, hogy szemléltesse a zsilip működését, anélkül, hogy a víz eltakarná a zsilipkamra alját. Összehasonlításképpen a bal szélső kép a zsilipet működés közben mutatja; egy vontatóhajóval és egy uszállyal (a rakomány homok és kavics) a kamrában, a kapu nyitására várva. A kép bal alsó sarkában látható az az oldalsó fali bevágás, ahová a kapu nyitáskor befordul.
A zsilipnek három kapuja van, egy-egy a zsilipkamra végein, és egy középen; így amikor a teljes kamrára nincs szükség, víztakarékosságból annak fele is használható. A második képen, a zsilip alján, alig láthatóan egy ember sétál; ez is jelzi a zsilip hatalmas méretét. A kamra végi kapukról készült képek mindegyikén, az oldalfalak alján látható egy sor beömlőnyílás. A víz a gravitáció hatására ezeken a réseken áramlik be, és ki. A kamra megtöltése, vagy ürítése negyedórát vesz igénybe.

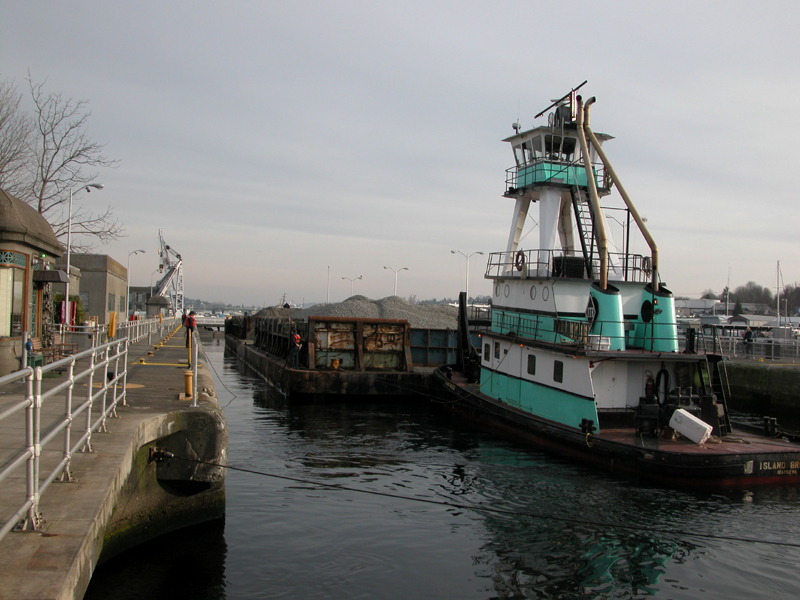
Hiram M. Chittenden zsilip: Uszály és vontató a zsilipkamrában.
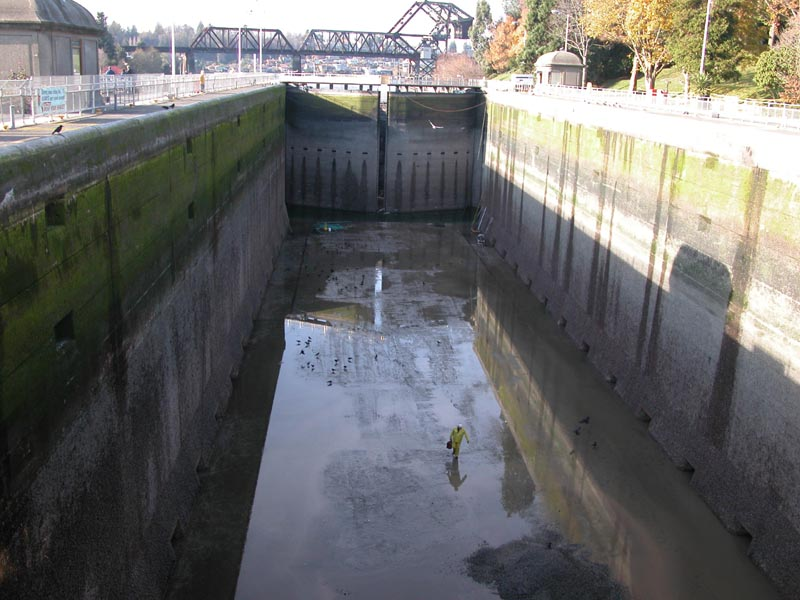
A zsilip alacsony vízállású vége.
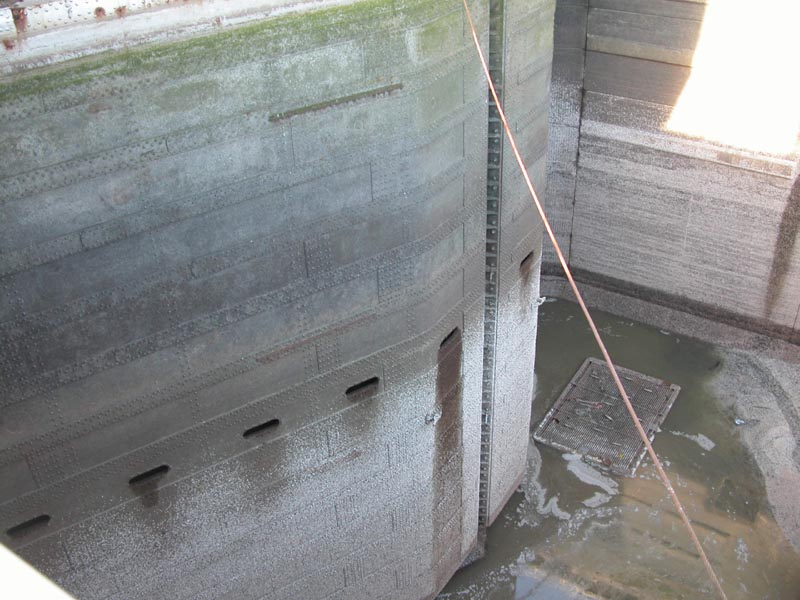
A középső zsilipkapu-pár.
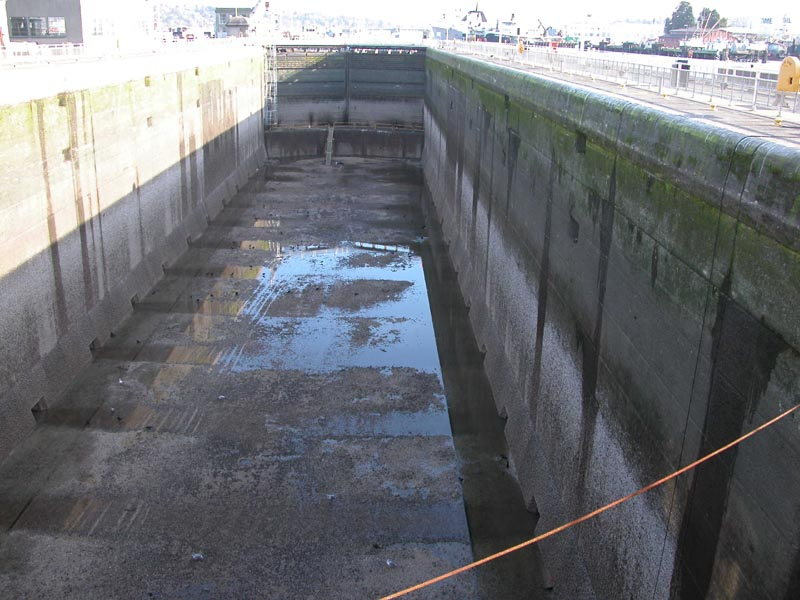
A zsilip magas vízállású vége.

## Vízhasználat
A fő probléma, amelyet a zsilipek okoznak, hogy minden egyes alkalommal, amikor a zsilip bejár egy teljes ciklust, egy zsilipkamrányi (akár több tízezer–egy millió liter) víz jut az alsó csatornába. Leegyszerűsítve, egy olyan csatornán, ahol csak egy hajó fér a zsilipbe, egy felülről lefelé haladó hajó magával visz egy kamrányi "saját" vizet. Egy felfelé haladó hajó szintén ugyanennyi vizet juttat a felső csatornából az alsóba. Hogy megakadályozzuk a csatorna kiszáradását, különböző módszererek alkalmazásával a felső csatornát a lecsapolás ütemével megegyező mértékben folyamatosan fel kell tölteni. Ez természetesen sokkal nagyobb probléma a mesterséges csatornákon, mint a természetes vízfelületek esetén.
A csatornák tervezése során elsődleges szempont, hogy a zsilip felső szintje egy nagy víztározóhoz kapcsolódjon; vagy egy olyanhoz, amelyet a lehető leghosszabb mesterséges csatorna tölt fel; így az a zsilip saját víztározójaként is funkcionál; esetleg egy olyan csatornához amely a lehető legtöbb patakot, folyót (vagy akár mindet) keresztezi.
Ha egyértelmű, hogy a természetes utánpótlás nem lesz elegendő ahhoz, hogy a vízfogyasztás ütemében táplálja a felső szintet; vagy váratlan szárazság idején, szivattyúk alkalmazására van szükség. A szivattyúk feladata a víz visszaszivattyúzása az alsó csatornából a felső csatornába. Egy ilyen rendszer természetesen utólagosan is beépíthető, ha nyilvánvalóvá válik a rossz tervezés; előre nem látható mértékben nő a forgalom; vagy tartósan lecsökken a csapadék mennyisége.

### Víztakarékos zsilipek

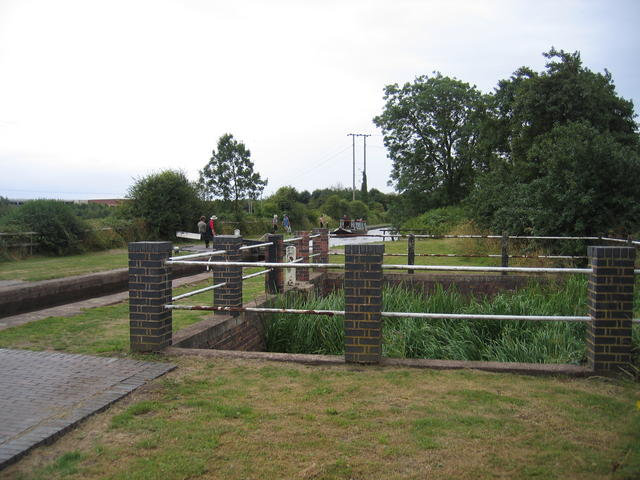
Használaton kívüli "oldal csatorna" Atherstone-nál a Coventry Canalon, Angliában.

A zsilipkamra által felhasznált víz csökkentésének egyik módja, ha a kamra vizét egy, vagy több tározóba vezetik; melyek vízszintje a felső és alsó szint között helyezkedik el. Ezek a tározók képesek eltárolni a leengedett vízmennyiséget, amikor a hajó süllyed; és visszatölteni, amikor a hajó emelkedik. Ezzel a leeresztéskor felhasznált vízmennyiség körülbelül felét lehet megtakarítani egy teljes működési ciklus során. Ezeket a tározókat általában megtakarító medencéknek nevezik.

Víztakarékos zsilip diagramja leengedéskor.

Víztakarékos zsilip diagramja feltöltéskor.

Ilyen például a Hindenburg-zsilip (Hannover, Németország; épült 1919-1928 között); amelynek két 225 méteres zsilipkamrájának mindegyike 42 000 m³ vizet használna el egy teljes ciklus során. A 10 megtakarító medencének köszönhetően azonban ez az érték mindössze 10 500 m³. Ennél újabb példa a Rajna–Majna–Duna-csatorna, amelynek 16 zsilipje közül 13 víztakarékos.
A víztakarékos medencék beépítése szerepel a Panama-csatorna kapacitásnövelésének érdekében tett javaslatok között; ám meglehetősen ellentmondásos, mert az édes és a sós víz összekeveredése a megtakarító medencékben azt jelentené, hogy sós víz kerül a Gatun tóba. Mivel a Gatun tó fontos ivóvíz-forrás, és egyben vadrezervátum, így ez nem engedhető meg.

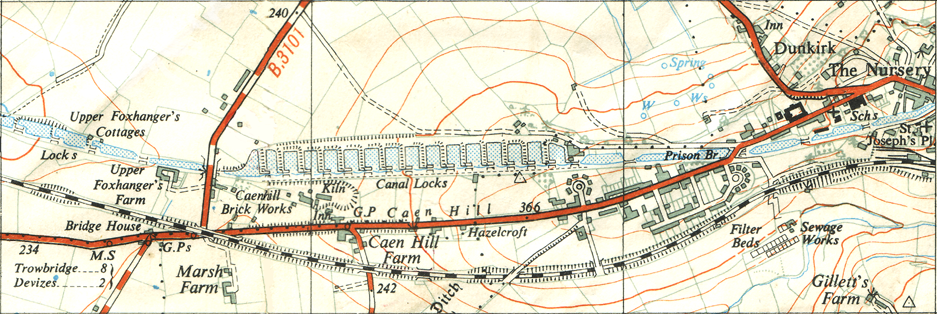
Kiterjedt összekötő csatornákat mutató térkép a Caen Hill-i zsilipeknél.

Az angol csatornákon ezeket a víztározó medencéket "oldal csatornáknak" (side pound) nevezik. A 2011-ben újranyitott Droitwich csatornán 3 zsilip található Hanbury közelében, amelyek mindegyikének működő oldal csatornája van. Azoknál a zsilipeknél, ahol a zsilipek közti távolság kicsi, az összekötő csatorna oldalirányban kiterjedt – annak érdekében, hogy ne száradjon ki (például, ha az alsó zsilip jobban szivárog, mint a felső). Ezeket a kiterjedt összekötő csatornákat gyakran összetévesztik az oldal csatornákkal.

## Története és fejlesztése

### Gátak és bukógátak
Az ősi időkben a vízi közlekedés már gyakori volt, de a folyók gyakran túl sekélyek voltak ahhoz, hogy a legkisebb csónakokon kívül bármi is használhassa azokat. Aztán az ember felfedezte, hogy a folyók hajózhatóvá tehetők a nagyobb hajók számára, úgy, hogy gátak építésével megemelik a vízszintet. A víz a gát mögött egyre mélyebb lett, míg végül a tetején átcsordult, létrehozva ezzel a bukógátat. A víz ezután elég mély lett ahhoz, hogy a nagyobb hajók közlekedni tudjanak rajta. A gátépítést megismételték a folyó mentén, míg végül "lépcsők" alakultak ki a mély vízben.

### Hullámzsilipek
A gátak és bukógátak létrehozása együtt járt azzal problémával, miképp lehet a hajókat átjuttatni ezeken a vízlépcsőkön. Ennek a korai és nyers megoldása volt a hullám zsilip. Ez lényegében egy kis nyílás volt a gáton, amit gyorsan lehetett nyitni és zárni. A Temzén ezeket táblákkal zárták, melyek blokkolták a rést.
Amikor a rés kinyílt, a nagy mennyiségű víz kiáramlása magával vitte a lefelé tartó hajót; illetve lehetővé tette a felfelé közlekedőknek, hogy kézzel, vagy csörlővel keresztül vontassák a hajót. Mikor a hajó áthaladt, a nyílást gyorsan bezárták. A kapu kinyitásával el lehetett indítani egy hirtelen "hullámot", hogy a megfeneklett hajók leúszhassanak a zátonyokról; innen ered a név.
Ezt a rendszert széles körben használták az ókori Kínában, és a világ számos más részén. De a módszer veszélyes is volt, sok hajó süllyedt el a kiáramló víztömeg hatására. Mivel ez a rendszer szükségszerűen csökkentette a vízszintet, nem volt népszerű a molnárok körében, akiknek szükséges volt a magas vízállás a berendezéseik működtetéséhez. Ez mind jogi, mind fizikai értelemben vett állandó konfliktusokhoz vezetett a molnár és hajós érdekeltségek között; illetve azt eredményezte, hogy vízhiány esetén a folyókat lezárták a hajózás elől.
Ezt a fajta rendszert, és az általa okozott bajt említi meg a kínai polihisztor Sen Kuo (Shen Kuo) (1031-1095) a Menghszi Pitan (Mengxi bitan, magyarul Az Álomcsermely esszéi, 1088) című könyvében, és írja le teljesen a Szung si (宋史, Sòng Shǐ, magyarul A Szung-dinasztia története) nevű kínai történelmi szöveg (összeállítva 1345-ben).

### Vízkapu
Ennél kifinomultabb volt a vízkapu, amely egy olyan zárható kaput jelentett, melyet a víz nyomása tartott csukva. Amikor a víz alacsony volt, becsukták, hogy a hajók átjussanak a sekély szakaszokon. Azonban az egész felső vízoszlopot le kellett üríteni (néhány modern zsilipekhez hasonló módszerrel), mielőtt a hajó átjuthatott volna. Következésképpen azokat nem használhatták ott, ahol az akadály egy malom bukógátja volt.

### Zsilip
A vízkapu természetes kiterjesztése volt egy felső kapu (vagy két kapuszárny), amellyel létrejött egy köztes szakasz; innentől kezdve elég volt ezt a részt leüríteni, ha egy hajó áthaladt. Ezt a fajta zsilipet a kínai birodalomban, a Szung-dinasztia (960‑1279) idején fejlesztette ki Csiao Vej-jüe (Qiao Weiyue) mérnök 984-ben. A vízszint 1,2 vagy 1,5 métert emelkedhetett minden zsilipnél; a Nagy-csatorna vízszintjét 42 méterrel emelték ily módon. Közvetett bizonyítékok alapján valószínűleg a rómaiak is ismerték.
A középkori Európában az első ilyen zsilip a hollandiai Vreeswijkben épült 1373-ban. Ez a zsilip egyszerre több hajót szolgált ki nagy medencéjével; de az első maihoz hasonló (azaz kis medencés) zsilip 1396-ban épült a Brugge közeli Damme-nál. A zsilipek híres mérnöke volt Európában az olasz Bertola da Novate (kb. 1410-1475), aki 1452 és 1458 között 18 zsilipet épített a Naviglio di Bereguardo-n (a Francesco Sforza által támogatott Milánói csatornarendszer része).

## Fordítás
- Ez a szócikk részben vagy egészben  a   Lock (water transport) című angol Wikipédia-szócikk fordításán alapul.  Az eredeti cikk szerkesztőit annak laptörténete sorolja fel. Ez a jelzés csupán a megfogalmazás eredetét és a szerzői jogokat jelzi, nem szolgál a cikkben szereplő információk forrásmegjelöléseként.

## Külső hivatkozások
- A Wikimédia Commons tartalmaz Zsilip témájú kategóriát.
- Legmélyebb zsilipek Angliában
- Interactive simulation of lock operation – ez a demonstráció a guillotine zsilip működését mutatja
- Interaktív zsilip játék